# Historia de la medicina

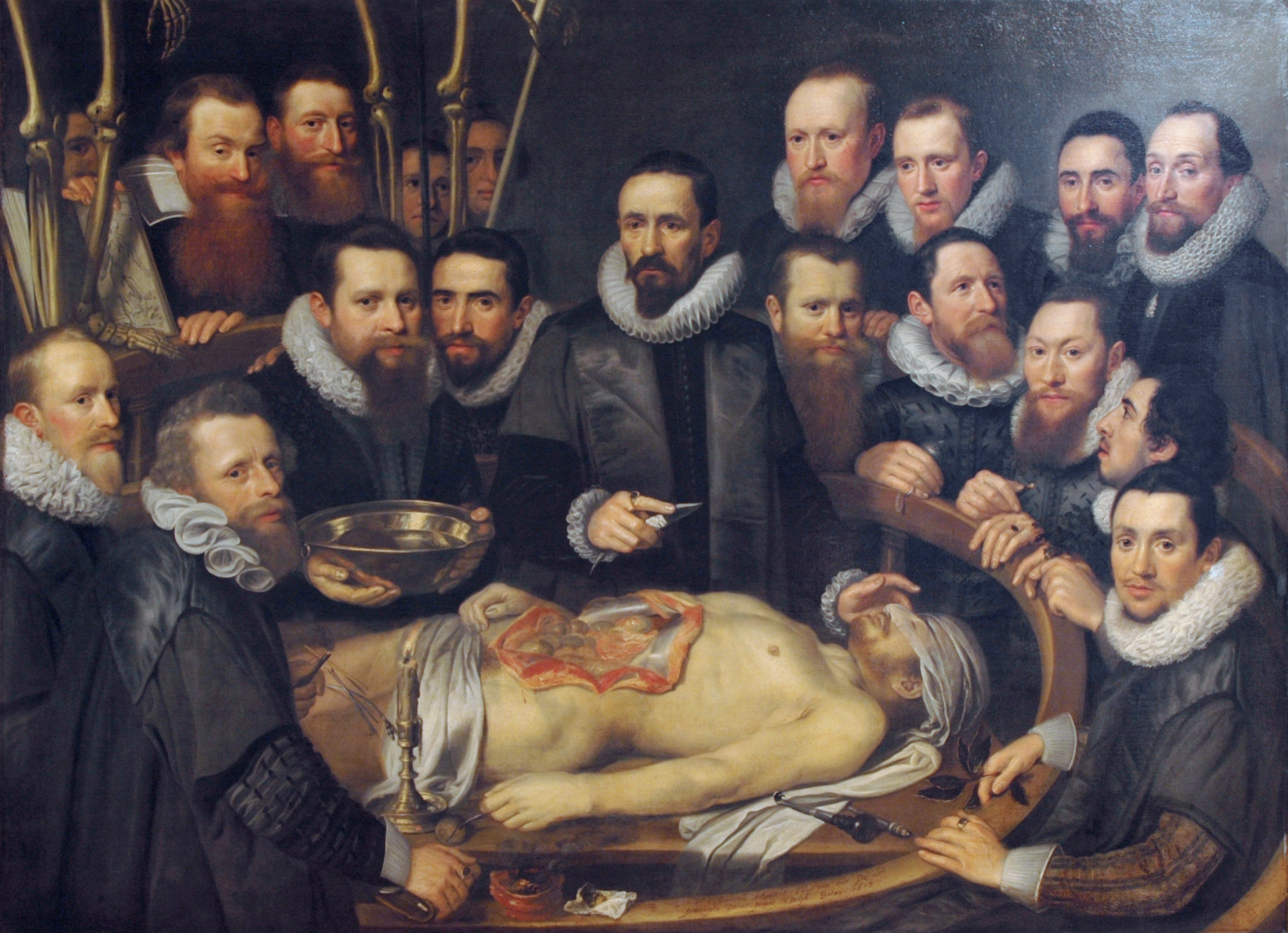
Lección de anatomía del Dr. Willem van der Meer, por el pintor neerlandés Michiel Jansz. van Mierevelt (1617).

La historia de la medicina es la rama de la historia dedicada al estudio de los conocimientos y prácticas médicas a lo largo del tiempo.
Desde sus antiguos orígenes, el ser humano ha tratado de explicarse la realidad y los acontecimientos trascendentales que en ella tienen lugar, como la vida, la muerte o la enfermedad. La medicina tuvo sus comienzos en la prehistoria, la cual también tiene su propio campo de estudio conocido como antropología médica. Se utilizaban plantas, minerales y partes de animales. En la mayoría de las veces estas sustancias eran utilizadas en rituales mágicos por chamanes, sacerdotes, magos, brujos, animistas, espiritualistas o adivinos. Las primeras civilizaciones y culturas humanas basaron su práctica médica en dos pilares aparentemente opuestos: un empirismo primitivo y de carácter pragmático (aplicado fundamentalmente al uso de hierbas o remedios obtenidos de la naturaleza) y una medicina mágico-religiosa, que recurrió a los dioses para intentar comprender lo inexplicable.

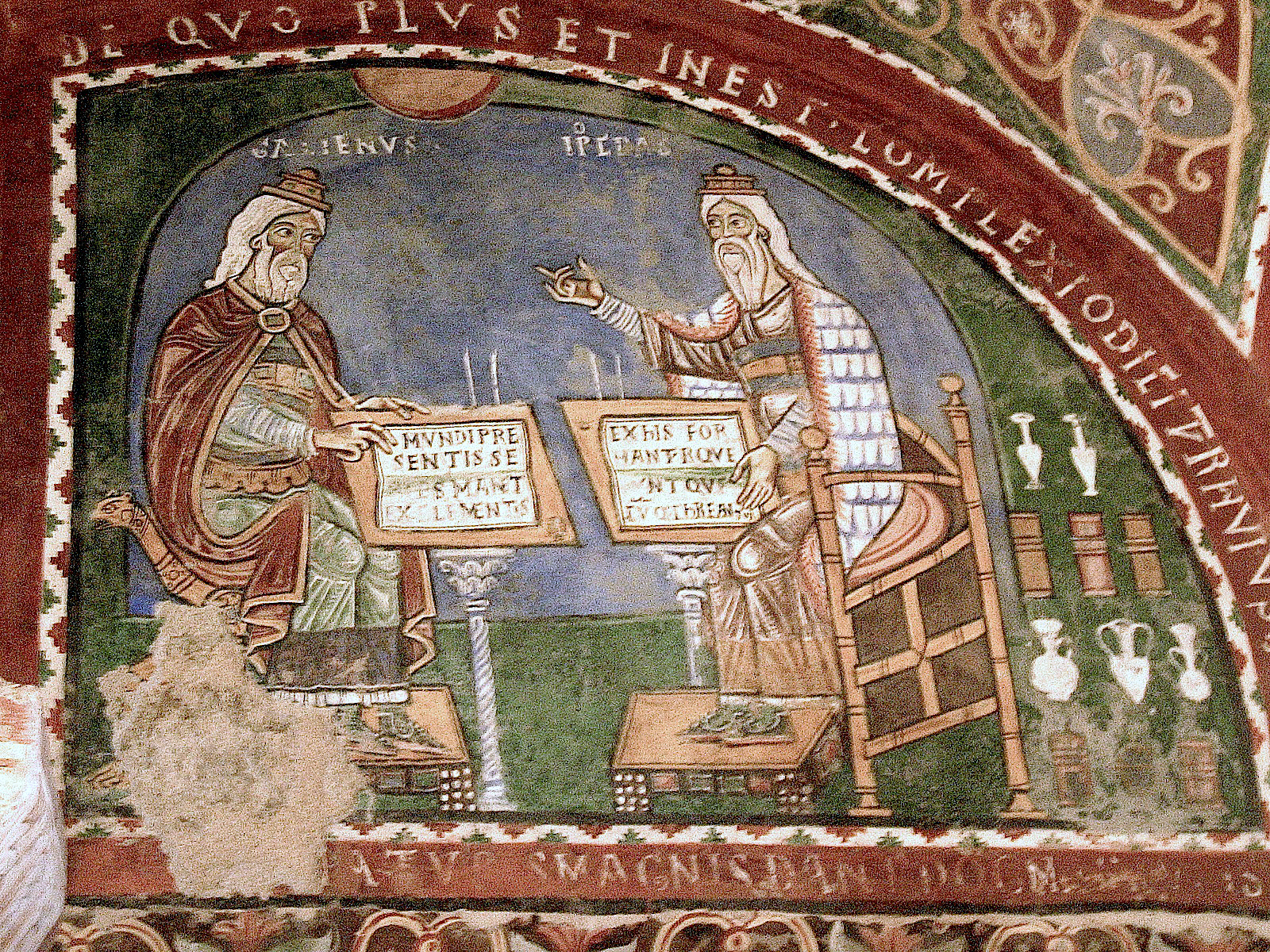
Pintura mural del, que representa a Galeno e Hipócrates. Italia.

Los datos de la Edad Antigua encontrados muestran la medicina en diferentes culturas como la medicina Āyurveda de la India, el antiguo Egipto, la antigua China y Grecia. Uno de los primeros reconocidos personajes históricos es Hipócrates quien es también conocido como el padre de la medicina; supuestamente descendiente de Asclepio, por su familia: los Asclepíades de Bitinia; y Galeno. Posteriormente a la caída de Roma en la Europa Occidental la tradición médica griega disminuyó. En el siglo V a. C. Alcmeón de Crotona dio inicio a una etapa basada en la técnica (tekhné), definida por la convicción de que la enfermedad se originaba por una serie de fenómenos naturales susceptibles de ser modificados o revertidos. Ese fue el germen de la medicina moderna, aunque a lo largo de los siguientes dos milenios surgirán otras muchas corrientes (mecanicismo, vitalismo...) y se incorporarán modelos médicos procedentes de otras culturas con una larga tradición médica, como la china.
En la segunda mitad del siglo VIII, los musulmanes tradujeron los trabajos de Galeno y Aristóteles al arábigo por lo cual los doctores islámicos se indujeron en la investigación médica. Algunas figuras islámicas importantes fueron Avicena, que junto con Hipócrates ha sido llamado también el padre de la medicina, Abulcasis, llamado el padre de la cirugía, Avenzoar, el padre de la cirugía experimental, Ibn Nafis, padre de la fisiología circulatoria y Averroes y Rhazes, padres de la pediatría. Ya para finales de la Edad Media posterior a la peste negra, importantes figuras médicas emergieron de Europa como William Harvey y Gabriele Fallopio.
En el pasado la mayor parte del pensamiento médico se debía a lo que habían dicho anteriormente otras autoridades y se veía del modo tal que si fue dicho permanecía como la verdad. Esta forma de pensar fue sobre todo sustituida entre los siglos XIV y XV, tiempo de la pandemia de la peste negra. Asimismo, durante los siglos XV y XVI, la anatomía atravesó un gran avance gracias a la aportación de Leonardo Da Vinci, quien proyectó junto con Marcantonio della Torre, un médico anatomista de Pavía, uno de los primeros y fundamentales tratados de anatomía, denominado Il libro dell'Anatomia. Aunque la mayor parte de las más de doscientos ilustraciones sobre el cuerpo humano que realizó Da Vinci para este tratado desaparecieron, se pueden observar algunas de las que sobrevivieron en su Tratado sobre la pintura.

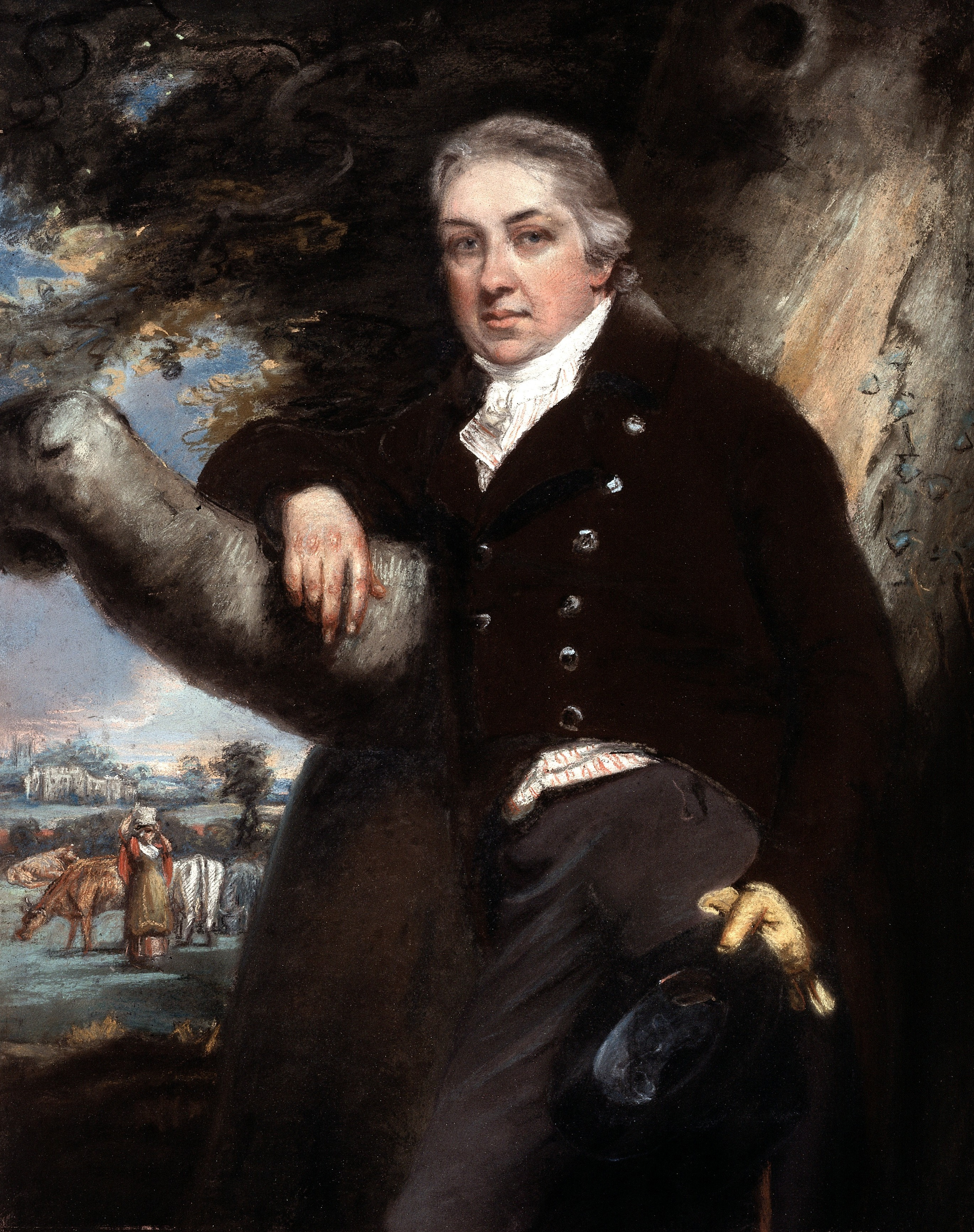
Edward Jenner, descubridor de la vacuna contra la viruela. En 1980 la OMS declaró a esta enfermedad como erradicada.

A partir del siglo XIX se vieron grandes cantidades de descubrimientos. Investigaciones biomédicas premodernas desacreditaron diversos métodos y teorías antiguos como la de los cuatro humores de origen griego, pero es en el siglo XIX, con los avances de Leeuwenhoek con el microscopio y el descubrimiento de Robert Koch de las transmisiones bacterianas, cuando realmente se vio el comienzo de la medicina moderna. El descubrimiento de los antibióticos fue otro gran paso para la medicina. Las primeras formas de antibióticos fueron las drogas sulfas. Actualmente los antibióticos se han vuelto muy sofisticados. Los antibióticos modernos pueden atacar localizaciones fisiológicas específicas, algunas incluso diseñadas con compatibilidad con el cuerpo para reducir efectos secundarios. El Dr. Edward Jenner descubrió el principio de la vacunación al ver que las ordeñadoras de vacas que contraían el virus de vaccinia al tener contacto con las pústulas eran inmunes a la viruela. Años después Louis Pasteur le otorgó el nombre de vacuna en honor al trabajo de Jenner con las vacas. A finales del siglo XIX, los médicos franceses Auguste Bérard y Adolphe-Marie Gubler resumían el papel de la medicina hasta ese momento: «Curar pocas veces, aliviar a menudo, consolar siempre».
La medicina del siglo XX, impulsada por el desarrollo científico y técnico, se fue consolidando como una disciplina más resolutiva, aunque sin dejar de ser el fruto sinérgico de las prácticas médicas experimentadas hasta ese momento. La medicina basada en la evidencia se apoya en un paradigma fundamentalmente biologicista, pero admite y propone un modelo de salud-enfermedad determinado por factores biológicos, psicológicos y socioculturales. La herbolaria dio lugar a la farmacología: de los diversos fármacos derivados de plantas como la atropina, warfarina, aspirina, digoxina, taxol, etc.; el primero fue la arsfenamina descubierta por Paul Ehrlich en 1908 después de observar que las bacterias morían mientras las células humanas no lo hacían.
En el siglo XXI, el conocimiento sobre el genoma humano ha empezado a tener una gran influencia, razón por la que se han identificado varios padecimientos ligados a un gen en específico en el cual la biología celular y la genética se enfocan para la administración en la práctica médica, aun así, estos métodos aún están en su infancia.

## Origen de la medicina

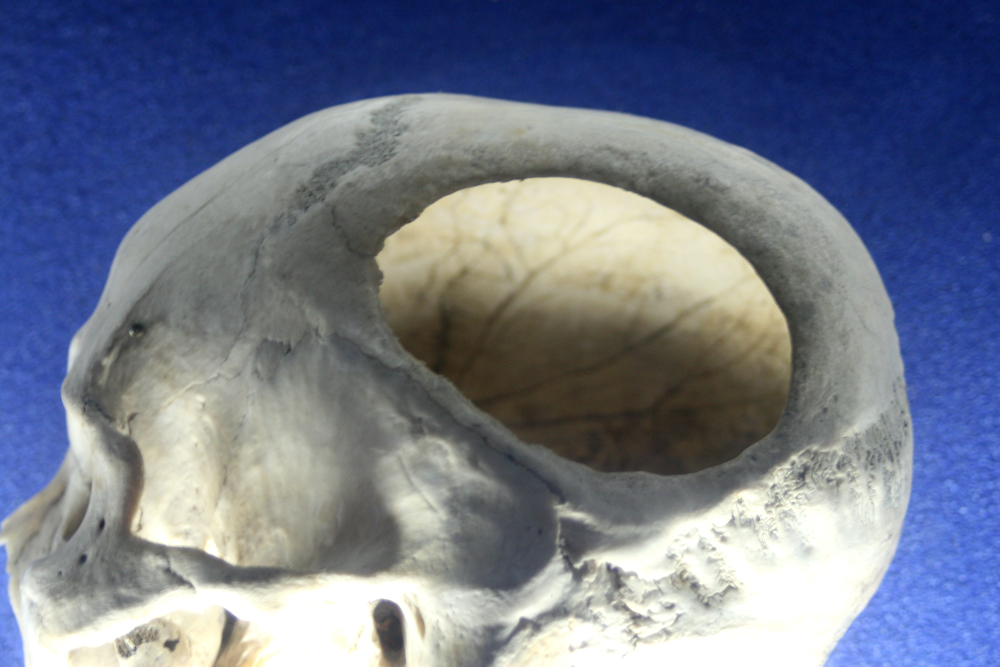
Cráneo datado en el Neolítico, con gran orificio de trépano, descubierto en Nogent-les-Vierges (Seine-et-Oise, Francia). Conservado en el Musée de l’Homme (París).

Para hablar de los orígenes de la medicina, es preciso hacerlo antes de los rastros dejados por la enfermedad en los restos humanos más antiguos conocidos y, en la medida en que eso es posible, de las huellas que la actividad médica haya podido dejar en ellos.
Marc Armand Ruffer (1859-1917), médico y arqueólogo británico, definió la paleopatología como la ciencia de las enfermedades que pueden ser demostradas en restos humanos de gran antigüedad.
Dentro de las patologías diagnosticadas en restos de seres humanos datados en el Neolítico se incluyen anomalías congénitas como la acondroplasia, enfermedades endocrinas (gigantismo, enanismo, acromegalia, gota), enfermedades degenerativas (artritis, espondilosis) e incluso algunos tumores (osteosarcomas), principalmente identificados sobre restos óseos. Entre los vestigios arqueológicos de los primeros Homo sapiens es raro encontrar individuos por encima de los cincuenta años por lo que son escasas las evidencias de enfermedades degenerativas o relacionadas con la edad. Abundan, en cambio, los hallazgos relacionados con enfermedades o procesos traumáticos, fruto de una vida al aire libre y en un entorno poco domesticado.
La excepción a esta norma la encontramos en la tuberculosis, considerada por varios autores como la enfermedad más antigua conocida en el hombre. Una de las hipótesis más aceptadas sobre el surgimiento del Mycobacterium (el germen causante de esta enfermedad) propone que el antepasado común denominado M. archaicum habría dado origen a los modernos Mycobacterium, incluido el M. tuberculosis. La mutación se habría producido durante el Neolítico, en relación con la domesticación de bóvidos salvajes en África. Las primeras evidencias de tuberculosis en humanos se han encontrado en restos óseos del Neolítico, en un cementerio próximo a Heidelberg, supuestamente pertenecientes a un adulto joven, y datados en torno a cinco mil años antes de nuestra era. También se han encontrado datos sugestivos de tuberculosis en momias egipcias datadas entre los años 3000 y 2400 a. C.

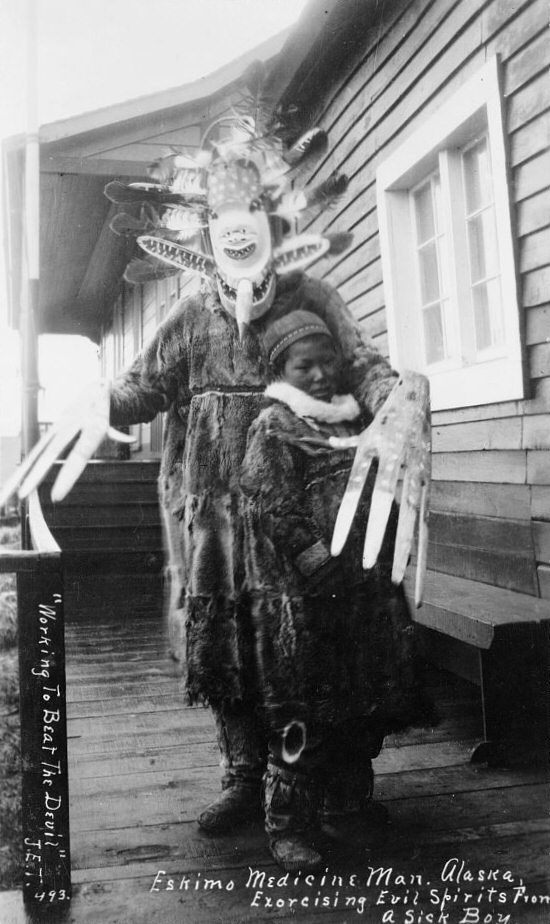
Chamán esquimal fotografiado en Nushagak, Alaska, alrededor de 1890, por Frank G. Carpenter.

En cuanto a los primeros tratamientos médicos de los que se tiene constancia hay que hacer mención a la práctica de la trepanación (remoción de parte de los huesos de la cabeza). Existen hallazgos arqueológicos de cráneos con signos de trepanación datados del período Paleolítico superior-Mesolítico. Restos óseos trepanados con un excelente nivel de conservación, obtenidos por excavaciones arqueológicas realizadas en Ensisheim (Alsacia), permiten suponer que ya se practicaban intervenciones quirúrgicas craneales más de 7000 años atrás. Existen además otras evidencias de cirugías craneales antiguas obtenidas de excavaciones en la cuenca del Danubio, Dinamarca, Polonia, Francia, Reino Unido, Suecia, España o Perú.
La etnología, por otra parte, extrapola los descubrimientos realizados en culturas y civilizaciones preindustriales que han conseguido sobrevivir hasta nuestros días para comprender o deducir los modelos culturales y conductuales de las primeras sociedades humanas.
En las sociedades sedentarias neolíticas, había un personaje que tenía la función de un líder espiritual, es decir, curaba a los heridos de caza apoyado por la influencia divina y ayudaba a la comunidad a manipular el ánima para la caza. Estos sanadores suelen ocupar una posición social privilegiada y en muchos casos se subespecializan para tratar diferentes enfermedades, como se evidenció entre los mexicas, entre los que podía encontrarse el médico chamán (ticitl) más versado en procedimientos mágicos, el teomiquetzan, experto sobre todo en heridas y traumatismos producidos en combate, o la tlamatlquiticitl, comadrona encargada del seguimiento de los embarazos. Por el contrario, las sociedades nómadas, recolectoras y cazadoras, no poseen la figura especializada del sanador y cualquier miembro del grupo puede ejercer esta función, de manera principalmente empírica. Solían considerar al enfermo como un «impuro», especialmente ante procesos patológicos incomprensibles, acudiendo a la explicación divina, como causa de los mismos.
El enfermo lo es porque ha transgredido algún tabú que ha irritado a alguna deidad, sufriendo por ello el «castigo» correspondiente, en forma de enfermedad.
La evolución de la medicina en estas sociedades arcaicas encuentra su máxima expresión en las primeras civilizaciones humanas: Mesopotamia, Egipto, América precolombina, India y China. En ellas se expresaba esa doble vertiente, empírica y mágica, característica de la medicina primitiva.

### Mesopotamia

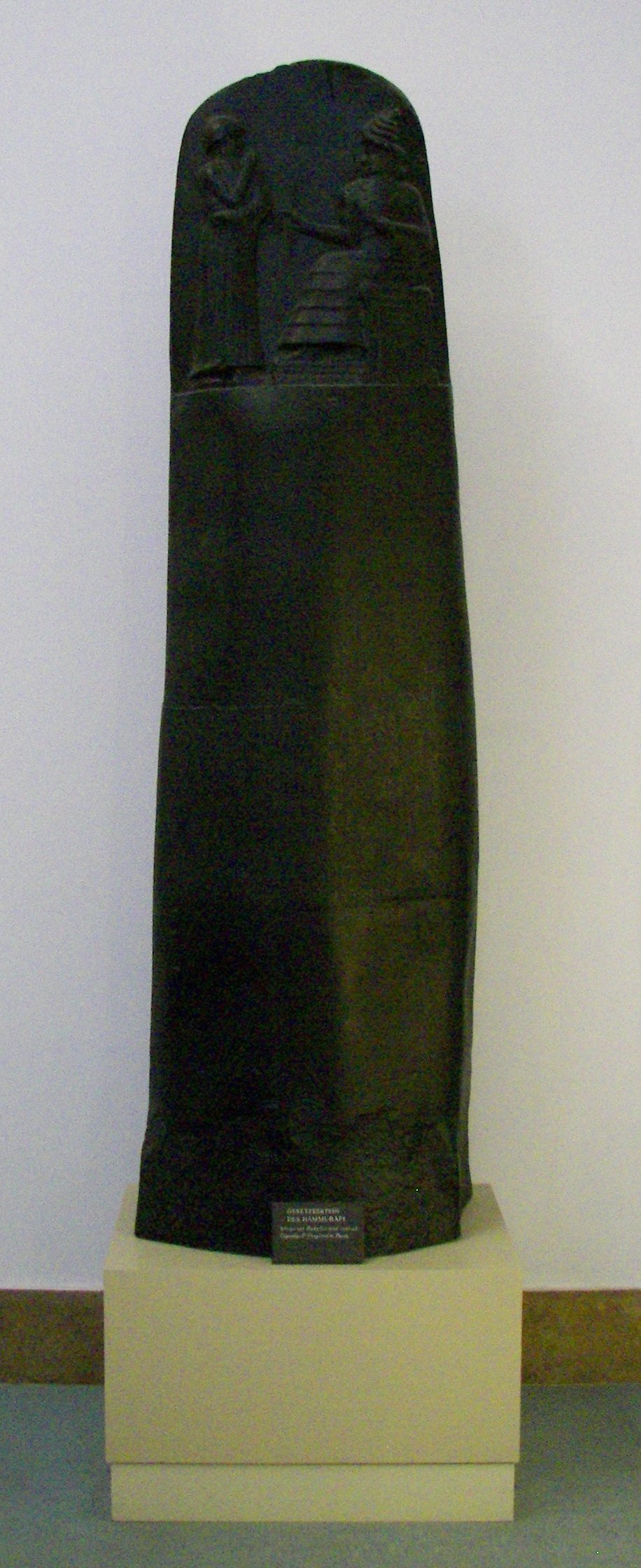
Código de Hammurabi, impresión cuneiforme donde se recogen por escrito los principales aspectos legales de la civilización sumeria.

La «tierra entre ríos» albergó desde el Neolítico a algunas de las primeras y más importantes civilizaciones humanas (sumeria, acadia, asiria y babilónica).
En torno al 4000 a. C. se establecieron en este territorio las primeras ciudades sumerias y durante más de tres mil años florecieron estas cuatro culturas, caracterizadas por el empleo de un lenguaje escrito (cuneiforme) que se ha conservado hasta nuestros días en numerosas tablillas y grabados.
Es precisamente esa capacidad de transmisión de la información, científica, social y administrativa, a través de un sistema perdurable lo que determinó el desarrollo cultural de los primeros asentamientos sumerios, y lo que permitió a los historiadores posteriores reconstruir su legado.
El principal testimonio de la forma de vida de las civilizaciones mesopotámicas se encuentra en el código de Hammurabi, una recopilación de leyes y normas administrativas, tallado en un bloque de diorita. En él se determinan a lo largo de trece artículos, las responsabilidades en que incurren los médicos en el ejercicio de su profesión, así como los castigos dispuestos en caso de mala praxis.
Gracias a este texto y a un conjunto de unas 30 000 tablillas recopiladas por Asurbanipal (669-626 a. C.), procedentes de la biblioteca descubierta en Nínive por Austen Henry Layard en 1850, ha podido intuirse la concepción de la salud y la enfermedad en este período, así como las técnicas médicas empleadas por sus profesionales sanadores.
De todas esas tablillas unas 800 están específicamente dedicadas a la medicina, y entre ellas se cuenta la descripción de la primera receta conocida. Lo más llamativo es la intrincada organización social en torno a tabúes y obligaciones religiosas y morales, que determinaban el destino del individuo. Primaba una concepción sobrenatural de la enfermedad: esta era un castigo divino impuesto por diferentes demonios tras la ruptura de algún tabú.
De este modo, lo primero que debía hacer el médico era identificar cuál de los aproximadamente 6000 posibles demonios era el causante del problema.
Para ello empleaban técnicas adivinatorias basadas en el estudio del vuelo de las aves, de la posición de los astros o del hígado de algunos animales. A la enfermedad se la denominaba shêrtu. Pero esta palabra asiria significaba, también, pecado, impureza moral, ira divina y castigo.
Cualquier dios podía provocar la enfermedad mediante la intervención directa, el abandono del hombre a su suerte, o a través de encantamientos realizados por hechiceros.
Durante la curación todos estos dioses podían ser invocados y requeridos a través de oraciones y sacrificios para que retirasen su nociva influencia y permitiesen la curación del hombre enfermo.
De entre todo el panteón de dioses Ninazu era conocido como «el señor de la medicina» por su especial relación con la salud.
El diagnóstico incluía, entonces, una serie de preguntas rituales para determinar el origen del mal:

¿Has enemistado al padre contra el hijo? ¿O al hijo contra el padre? ¿Has mentido? ¿Has engañado en el peso de la balanza?

Y los tratamientos no escapaban a este patrón cultural: exorcismos, plegarias y ofrendas son rituales de curación frecuentes que buscan congraciar al paciente con la divinidad o librarlo del demonio que le acecha.
No obstante, también es de destacar un importante arsenal herborístico recogido en varias tablillas: unas doscientas cincuenta plantas curativas se recogen en ellas, así como el uso de algunos minerales y de varias sustancias de origen animal.
El nombre genérico para el médico era asû, pero pueden encontrarse algunas variantes como el bârû, o adivinador encargado del interrogatorio ritual; el âshipu, especializado en exorcismos; o el gallubu, cirujano-barbero de casta inferior que anticipa la figura del barbero medieval europeo, y que encuentra homólogo en otras culturas (como el Tepatl azteca). Este sajador se encargaba de sencillas operaciones quirúrgicas (extracción de dientes, drenaje de abscesos, flebotomías...).
En el Museo del Louvre puede contemplarse un sello babilónico de alabastro de más de cuatro mil años de antigüedad con una leyenda en la que se menciona el primer nombre conocido de un médico: ¡Oh, Edinmungi, servidor del dios Girra, protector de las parturientas, Ur-Lugal-edin-na, el médico, es tu servidor! Este sello, empleado para firmar documentos y recetas, representa dos cuchillos rodeados de plantas medicinales.
La invasión persa del año 539 a. C. marcó el final del imperio babilónico, pero hay que retroceder de nuevo unos tres mil años para hacer mención a la otra gran civilización del Próximo Oriente antiguo poseedora de un lenguaje escrito y de una cultura médica notablemente avanzada: la egipcia.

### Antiguo Egipto

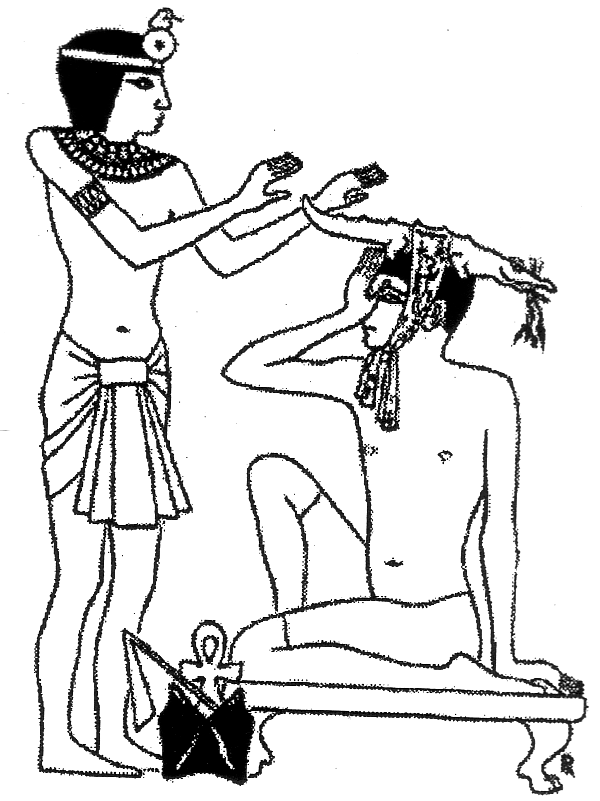
Tratamiento de la migraña recogido en un papiro egipcio, a base de un emplasto de hierbas y un cocodrilo de arcilla.

Durante los tres mil años largos de historia del Antiguo Egipto se desarrolló una larga, variada y fructífera tradición médica.
Heródoto llegó a llamar a los egipcios el pueblo de los sanísimos, debido al notable sistema sanitario público que poseía, y a la existencia de «un médico para cada enfermedad» (primera referencia a la especialización en campos médicos).
En la Odisea de Homero se dice de Egipto que es un país «cuya fértil tierra produce muchísimos fármacos» y donde «cada hombre es un médico». La medicina egipcia mantiene en buena medida una concepción mágica de la enfermedad, pero comienza a desarrollar un interés práctico por campos como la anatomía, la salud pública o el diagnóstico clínico que suponen un avance importante en la forma de comprender el modo de enfermar.
El clima de Egipto ha favorecido la conservación de numerosos papiros con referencias médicas redactados con escritura jeroglífica (del griego hierós: ‘sagrado’, y glypho: ‘grabar’) o hierática:
- Los papiros de Ramesseum (1900 a. C.), en los que se describen recetas y fórmulas mágicas.
- Los papiros de Lahun (1850 a. C.), que tratan de materias tan dispares como obstetricia, veterinaria o aritmética.
- El papiro Ebers (1550 a. C.), uno de los más importantes y de los más largos documentos escritos encontrados del antiguo Egipto: mide más de veinte metros de longitud y unos treinta centímetros de alto y contiene 877 apartados que describen numerosas enfermedades en varios campos de la medicina como: oftalmología, ginecología, gastroenterología... y sus correspondientes prescripciones. Este papiro incluye la primera referencia escrita acerca de los tumores.

- El papiro Edwin Smith (1650 a. C.), de contenido fundamentalmente quirúrgico.

La información médica contenida en el papiro Edwin Smith incluye el examen, el diagnóstico, el tratamiento y el pronóstico de numerosas patologías, con especial dedicación a diversas técnicas quirúrgicas y descripciones anatómicas, obtenidas en el curso de los procesos de embalsamamiento y momificación de los cadáveres.
En este papiro se establecen por primera vez tres grados de pronóstico, de modo similar al de la medicina moderna: favorable, dudoso y desfavorable.
- El papiro Hearst (1550 a. C.), que contiene descripciones médicas, quirúrgicas y algunas fórmulas magistrales.
- El papiro de Londres (1350 a. C.), donde se entremezclan recetas y rituales mágicos.
- Los papiros de Berlín (el Libro del corazón) (1300 a. C.) que detallan con bastante exactitud algunas patologías cardíacas.
- El papiro médico Chester Beatty (1300 a. C.) recetario variado.[nota 5]
- El papiro Carlsberg (1200 a. C.) de temática obstétrica y oftalmológica.

Dentro de las numerosas descripciones anatómicas ofrecidas por los textos egipcios hay que destacar las relativas al corazón y al aparato circulatorio, recogidas en el tratado «El secreto del médico: conocimiento del corazón», incorporado en el papiro Edwin Smith:

El corazón es una masa de carne, origen de la vida y centro del sistema vascular (...) A través del pulso el corazón habla por los vasos a todos los miembros del cuerpo.

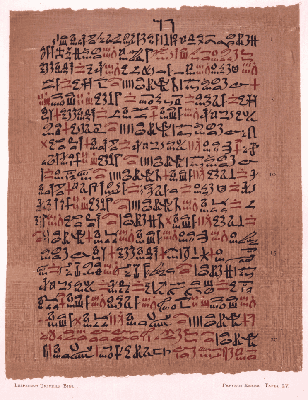
Papiro Ebers.

Las primeras referencias pertenecen a la temprana época monárquica (2700 a. C.). Según Manetón, sacerdote e historiador egipcio, Atotis o Aha, faraón de la Primera Dinastía, practicó el arte de la medicina, escribiendo tratados sobre la técnica de abrir los cuerpos.
De esa época datan también los escritos de Imhotep, visir del faraón Necherjet-Dyeser, sacerdote, astrónomo, médico y primer arquitecto del que se tiene noticia. Tal fue su fama como sanador que acabó deificado, considerándose el dios egipcio de la medicina.
Otros médicos notorios del Imperio Antiguo (del 2500 al 2100 a. C.) fueron Sachmet (médico del faraón Sahura) o Nesmenau, director de una de las Casas de la Vida, templos dedicados a la protección espiritual del faraón, pero también protohospitales en los que se enseñaba a los alumnos de medicina mientras se prestaba atención a los enfermos.
Varios dioses velan por el ejercicio de la medicina: Thot, dios de la sabiduría, Sejmet, diosa de la misericordia y la salud, Duau y Horus, protectores de los especialistas en medicina ocular, Tueris, Heget y Neit, protectores de las embarazadas en el momento del parto, o el mismo Imhotep tras ser divinizado.
El papiro Ebers describe a tres tipos de médicos en la sociedad egipcia: los sacerdotes de Sejmet, mediadores con la divinidad y conocedores de un amplio surtido de drogas, los médicos civiles (sun-nu), y los magos, capaces de realizar curaciones mágicas.
Una clase de ayudantes, denominados ut, que no se consideran sanadores, asistían en gran número a la casta médica, adelantando el cuerpo de enfermería.
Existe constancia de instituciones médicas en el antiguo Egipto como mínimo a partir de la Primera Dinastía.
En estas instituciones, ya en la Decimonovena Dinastía, sus empleados disponían de ciertas ventajas (seguro médico, pensiones en caso de incapacidad física y licencia por enfermedad), siendo su horario laboral de ocho horas.
También fue egipcia la primera médica conocida, Peseshet, quien ejerció su actividad durante la Cuarta Dinastía; además de su rol de supervisión, Peseshet evaluaba a parteras en una escuela médica en Sais.

### Medicina hebrea
La mayor parte del conocimiento que se tiene de la medicina hebrea durante el I milenio a. C. proviene del Antiguo Testamento de la Biblia. En él se citan varias leyes y rituales relacionados con la salud, tales como el aislamiento de personas infectadas (Levítico 13:45-46), lavarse tras manipular cuerpos difuntos (Números 19:11-19) y el entierro de los excrementos lejos de las viviendas (Deuteronomio 23:12-13).
Los mandatos incluyen la profilaxis y la supresión de epidemias, la supresión de enfermedades venéreas y de la prostitución, el cuidado de la piel, baños, la alimentación, la vivienda y ropas, la regulación del trabajo y de la sexualidad, la disciplina, etc.
Muchos de estos mandatos tienen una base más o menos racional, tales como la circuncisión, la supuesta impureza de las parturientas, impureza de la mujer durante la menstruación, las leyes relativas a la alimentación (prohibición de la sangre y del cerdo), el descanso del Sabbat, el aislamiento de los enfermos de gonorrea y de lepra, y la higiene del hogar.
El monoteísmo hebreo hizo que la medicina fuera teúrgica: Yahvé era el responsable tanto de la salud como de la enfermedad. El monoteísmo en general significa un avance: facilitó el desarrollo de la ciencia al concentrarse el hombre en una sola idea. Terminó con la noción de un dios para cada fenómeno de la naturaleza y cada circunstancia de la vida como lo postulaba el politeísmo. Esto permitió el estudio y la indagación del origen de cada cosa. [cita requerida]
La enfermedad puede ser también una prueba divina como en el caso de Job: «Entonces salió Satanás de la presencia de Jehová, e hirió a Job con una sarna maligna desde la planta del pie hasta la coronilla de la cabeza» (Job 2:7). Los hebreos adoptaron preceptos médicos de los pueblos con los cuales tuvieron contacto: Mesopotamia, Egipto y Grecia. En el Talmud se habla del número total de los huesos del hombre. Los hebreos notaron que en el hombre faltaba el báculo (el hueso interno del pene) típico en todos los animales machos. El médico era llamado rophe, y el circuncidador era el uman.

### India

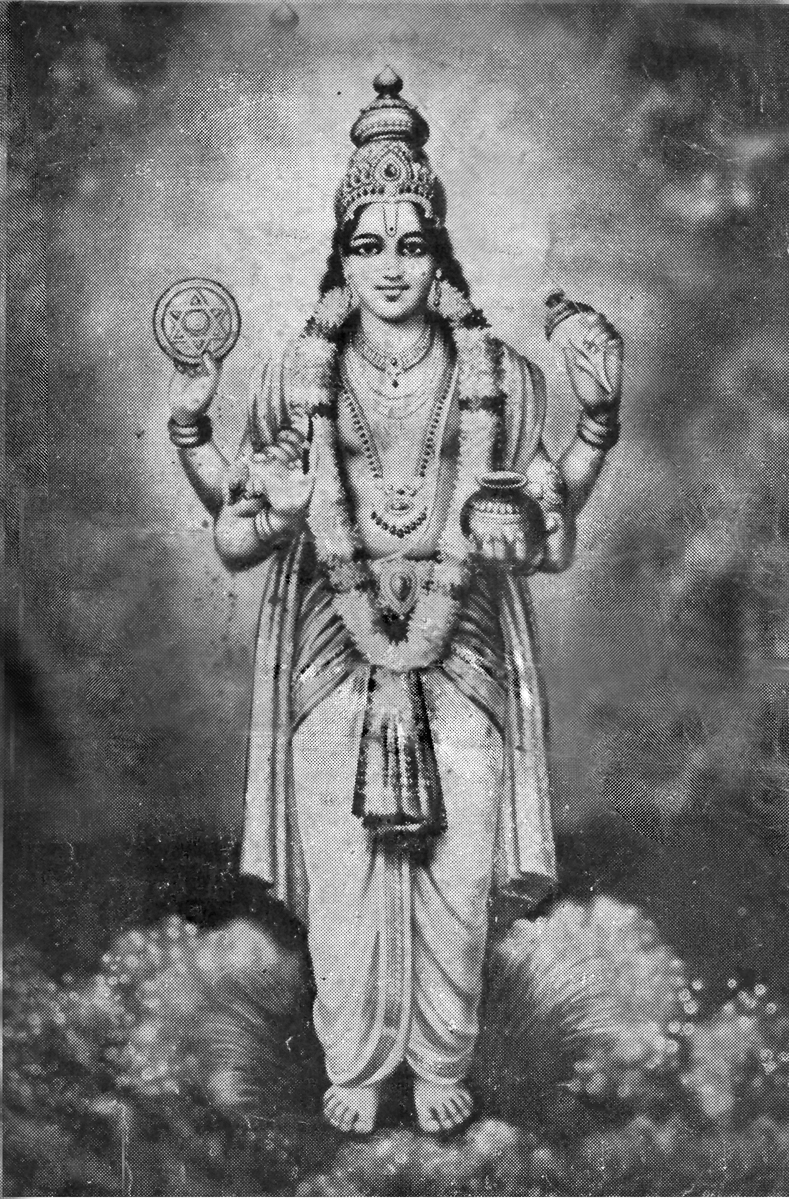
Dhanuantari, dios de la medicina, con cuatro brazos y atributos que lo igualan al dios Visnú.

Hacia el año 2000 a. C. en la ciudad de Mohenjo-Daro (en la actual Pakistán), todas las casas disponían de un cuarto de baño y muchas de ellas también poseían letrinas. Esta ciudad es considerada la más avanzada de la Antigüedad en lo que a higiene se refiere. Esa civilización del valle del Indo (Pakistán) desapareció sin dejar herencia en las culturas posteriores de la India.
El periodo védico (entre el siglo XVI y el siglo VII a. C.) fue una era de migraciones y guerras, que dejó textos como el Rigveda (el texto más antiguo de la India, de mediados del II milenio a. C.), pero demuestra la ausencia completa de conocimiento médico.
En el período brahmánico (del siglo VI a. C. al siglo X d. C.) se formularon las bases de un sistema médico. Las enfermedades eran entendidas por los hinduistas como karma, un castigo de los dioses por las actividades de la persona. Pero, a pesar de su componente mágico-religioso, la medicina hinduista ayurveda realizó algunos aportes a la medicina en general, como por ejemplo, el descubrimiento de que la orina de los pacientes diabéticos es más dulce que la de los pacientes que no padecen esta patología.
Para poder diagnosticar una enfermedad, los médicos ayurvedas realizaban una exploración minuciosa a los pacientes, en la que se incluía la palpación y la auscultación. Una vez emitido el diagnóstico, el médico daba una serie de indicaciones dietéticas.
Los dos textos más famosos de la medicina tradicional india (ayurveda) son el Charaka-samhita (siglo II a. C.) y el Susruta-samhita (siglo III d. C.).
La primera escuela, Charaka, se basa en la mitología, pues dice que una divinidad bajó a la tierra y al encontrarse con tantas enfermedades dejó un escrito sobre como prevenirlas y tratarlas. Más adelante esta escuela se basaría en la creencia de que ni la salud ni la enfermedad son parte de lo que las personas deben vivir y que con esfuerzo la vida se puede alargar. Esta escuela es parecida a la medicina moderna en el ámbito de tratar las enfermedades crónicas. Uno de los mayores esfuerzos de esta escuela era mantener la salud del cuerpo y la mente, ya que, según sus creencias, se encontraban en constante comunicación.
Según Charaka, ni la salud ni la enfermedad están predeterminadas (lo cual contradecía la doctrina del karma predominante en el hinduismo de la época), y la vida puede ser alargada con algo de esfuerzo.
La segunda escuela, Susruta, basó sus conocimientos en especialidades, técnicas conformadas para curar, mejorar y alargar la vida de las personas.

### China
La medicina tradicional china surge como una forma fundamentalmente taoísta de entender la medicina y el cuerpo humano.
El tao es el origen del universo, que se sostiene en un equilibrio inestable fruto de dos fuerzas primordiales: el yin (la tierra, el frío, lo femenino) y el yang (el cielo, el calor, lo masculino), capaces de modificar a los cinco elementos de que está hecho el universo: agua, tierra, fuego, madera y metal.
Esta concepción cosmológica determina un modelo de enfermedad basado en la ruptura del equilibrio, y del tratamiento de la misma en una recuperación de ese equilibrio fundamental.
Uno de los primeros vestigios de esta medicina lo constituye el Nei jing, que es un compendio de escritos médicos datados alrededor del año 2600 a. C. y que representará uno de los pilares de la medicina tradicional china en los cuatro milenios siguientes.
Una de las primeras y más importantes revisiones se atribuyen al emperador amarillo, Huangdi. En este compendio se encuentran algunos conceptos médicos interesantes para la época, especialmente de índole quirúrgica, aunque la reticencia en estudiar cadáveres humanos parece haber restado eficacia a sus métodos.
La medicina china desarrolló una disciplina a caballo entre la medicina y la cirugía denominada acupuntura: Según esta disciplina la aplicación de agujas sobre alguno de los 365 puntos de inserción (o hasta 600 según las escuelas) restauraría el equilibrio perdido entre el yin y el yang.
Varios historiadores de la medicina se han cuestionado el motivo por el que la medicina china quedó anclada en esta visión cosmológica sin alcanzar el nivel de ciencia técnica a pesar de su larga tradición y su amplio cuerpo de conocimientos, frente al modelo grecorromano clásico.
El motivo, según estos autores, se encontraría en el desarrollo del concepto de logos por parte de la cultura griega, como una explicación natural desligada de todo modelo cosmológico (mythos).
Con la llegada de la dinastía Han (220-206 d. C.), y con el apogeo del taoísmo (siglo II a VII d. C.), se empieza a enfatizar los remedios vegetales y minerales, los venenos, la dietética, así como las técnicas respiratorias y el ejercicio físico.
De esta dinastía, y hasta la dinastía Sui (siglo VI) destacaron los siguientes sabios:
- Chun Yuyi: De sus observaciones se desprende que ya sabían diagnosticar y tratar enfermedades tales como la cirrosis, las hernias y la hemoptisis.
- Zhang Zhongjing: Fue probablemente el primero en diferenciar la sintomatología de la terapéutica.
- Hua Tuo: Un gran cirujano multidisciplinar a quien se le atribuye las técnicas de narcosis (Ma Jue Fa) y de aberturas abdominales (Kai Fu Shu), así como de la sutura. También se centró en la obstetricia, en la hidroterapia y en ejercicios de gimnasia (Wu Qin Xi).
- Huang Fumi: Autor de Zhen Jiu Yi Jing, un clásico sobre acupuntura.
- Wang Shu He: Autor de Mai Jing, un clásico sobre la toma del pulso.
- Ge Hong: Alquimista, taoísta y fitoterapeuta que desarrolló métodos de longevidad basados en ejercicios respiratorios, dietéticos y farmacológicos.
- Tao Hongjing: Experto en remedios farmacológicos.

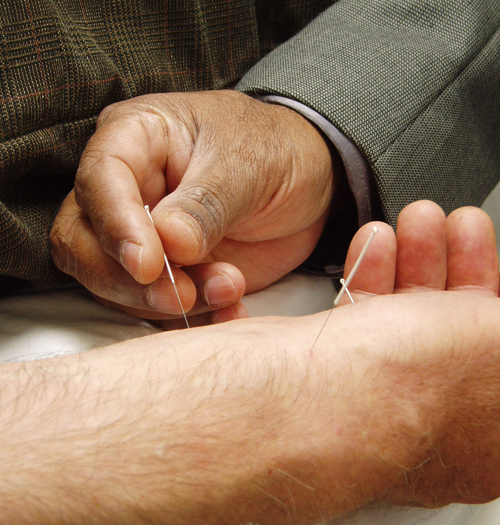
La acupuntura, una técnica milenaria que la medicina china actual emplea todavía.

Durante las dinastías Sui (581-618) y Tang (618-907) la medicina tradicional china vive grandes momentos.
En el año 624 fue creado el Gran Servicio Médico, desde donde se organizaban los estudios y las investigaciones médicas.
De esta época nos han llegado descripciones muy precisas de multitud de enfermedades, tanto infecciosas como carenciales, tanto agudas como crónicas.
Y determinadas referencias dejan entrever un gran desarrollo en especialidades como la cirugía, la ortopedia o la odontología.
El médico más destacable de este periodo fue Sun Simiao (581-682).
Durante la dinastía Song (960-1270) aparecen sabios multidisciplinares como Chen Kua, pediatras como Qian Yi, especialistas en medicina legal como Song Ci, o acupuntores como Wang Wei Yi.
Poco después, antes de la llegada de la dinastía Ming, cabe destacar a Hu Zheng Qi Huei (especialista en dietética), y a Hua Shuou (o Bowen, autor de una relevante revisión del clásico Nan Jing).
Durante la dinastía Ming (1368-1644) aumentaron las influencias de otras latitudes, médicos chinos exploraron nuevos territorios, y médicos occidentales llevaron sus conocimientos a la China.
Una de las grandes obras médicas de la época fue el Gran Tratado de Materia Médica de Li Shizhen.
También cabe citar al acupuntor Yang Jizou.
A partir de los siglos XVII y XVIII, las influencias recíprocas con Occidente y sus avances técnicos, y las diferentes filosofías imperantes (por ejemplo el comunismo), acaban de conformar la actual medicina china.

### América precolombina

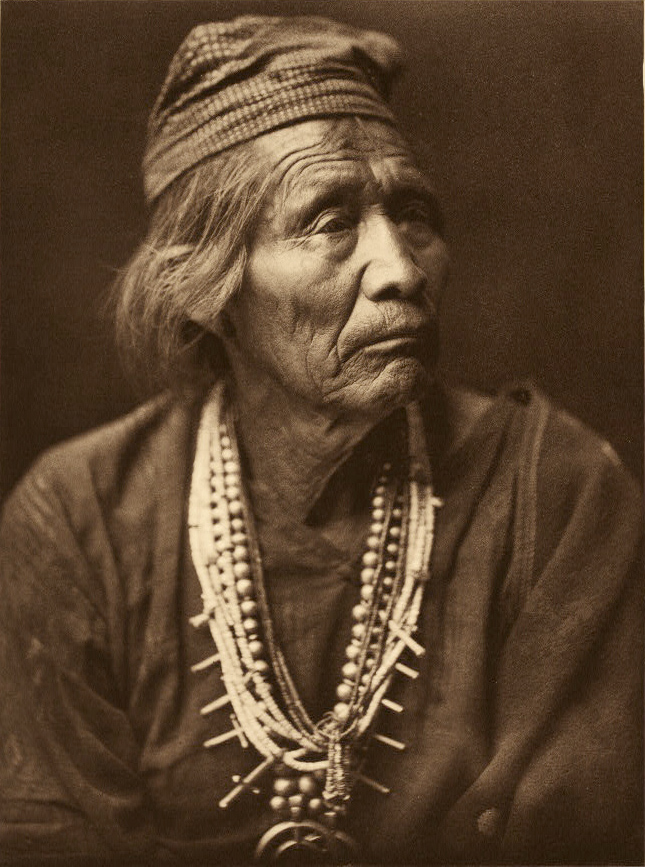
Nesjaja Hatali, sanador navajo, fotografiado por Edward S. Curtis en 1904.

El vasto territorio del continente americano acogió durante todo el período histórico previo a su descubrimiento por Europa a todo tipo de sociedades, culturas y civilizaciones, por lo que pueden encontrarse ejemplos de la medicina neolítica más primitiva, de chamanismo, y de una medicina casi técnica alcanzada por los mayas, los incas y los aztecas durante sus épocas de máximo esplendor.
Existen, sin embargo, algunas similitudes, como una concepción mágico-teúrgica de la enfermedad como castigo divino, y la existencia de individuos especialmente vinculados a los dioses, capaces de ejercer las funciones de sanador.
Entre los incas se encontraban médicos del Inca (hampi camayoc) y médicos del pueblo (ccamasmas), con ciertas habilidades quirúrgicas fruto del ejercicio de sacrificios rituales, así como con un vasto conocimiento herborístico.
Entre las plantas medicinales más usadas se encontraban la coca (Erytroxilon coca), el yagé (Banisteriopsis caapi), el yopo (Piptadenia peregrina), el pericá (Virola colophila), el tabaco (Nicotiana tabacum), el yoco (Paulinia yoco) o el curare y algunas daturas como agentes anestésicos.
El médico maya (ah-men) era propiamente un sacerdote especializado que heredaba el cargo por linaje familiar, aunque también cabe destacar el desarrollo farmacológico, reflejado en las más de cuatrocientas recetas compiladas por Ralph L. Roys.
La civilización azteca desarrolló un cuerpo de conocimientos médicos extenso y complejo, del que quedan noticias en dos códices: el Códice Sahagún y el Códice De la Cruz-Badiano.
Este último, de Juan Badiano, compila buena parte de las técnicas conocidas por el indígena Martín de la Cruz (1552), que incluye un curioso listado de síntomas que presentan los individuos que van a morir.
Cabe destacar el hallazgo de la primera escuela de medicina en Monte Albán, próximo a Oaxaca, datada en torno al año 250 de nuestra era, donde se han encontrado unos grabados anatómicos entre los que parece encontrarse una intervención de cesárea, así como la descripción de diferentes intervenciones menores, como la extracción de piezas dentarias, la reducción de fracturas o el drenaje de abscesos.
Entre los aztecas se establecía una diferencia entre el médico empírico (de nuevo el equivalente del «barbero» tardomedieval europeo) o tepatl y el médico chamán (ticitl), más versado en procedimientos mágicos.
Incluso algunos sanadores se podían especializar en áreas concretas encontrándose ejemplos en el códice Magliabecchi de fisioterapeutas, comadronas o cirujanos.
El traumatólogo o «componedor de huesos» era conocido como teomiquetzan, experto sobre todo en heridas y traumatismos producidos en combate.
La tlamatlquiticitl o comadrona hacía seguimientos del embarazo, pero podía realizar embriotomías en caso de aborto.
Es de destacar el uso de oxitócicos (estimulantes de la contracción uterina) presentes en una planta, el cihuapatl.
Francisco López de Gómara, en su Historia de Indias, relata también las diferentes prácticas médicas con las que se encontraron los conquistadores españoles.
| Libellus de Medicinalibus Indorum Herbis (Códice Badiano) | Libellus de Medicinalibus Indorum Herbis (Códice Badiano) | Libellus de Medicinalibus Indorum Herbis (Códice Badiano) | Libellus de Medicinalibus Indorum Herbis (Códice Badiano) |
| --------------------------------------------------------- | --------------------------------------------------------- | --------------------------------------------------------- | --------------------------------------------------------- |
|                                                           |                                                           |                                                           |                                                           |

## La Antigüedad clásica
De nuevo 3000 años antes de nuestra era, en la isla de Creta surge una civilización que supera el Neolítico, empleando los metales, construyendo palacios y desarrollando una cultura que culminará con el desarrollo de las civilizaciones minoica y micénica.
Estas dos culturas son la base de la Grecia Clásica, de influencia capital en el desarrollo de la ciencia moderna en general y de la medicina en particular.
El desarrollo de los conceptos de la physis (naturaleza) y del logos (razonamiento, ciencia) suponen el punto de partida de una concepción de la enfermedad como una alteración de mecanismos naturales, susceptible, por tanto, de ser investigada, diagnosticada y tratada, a diferencia del modelo mágico-teológico determinista predominante hasta ese momento.
Surge el germen del método científico, a través de la autopsia (‘visión por uno mismo’) y de la hermenéutica (interpretación).

### Grecia

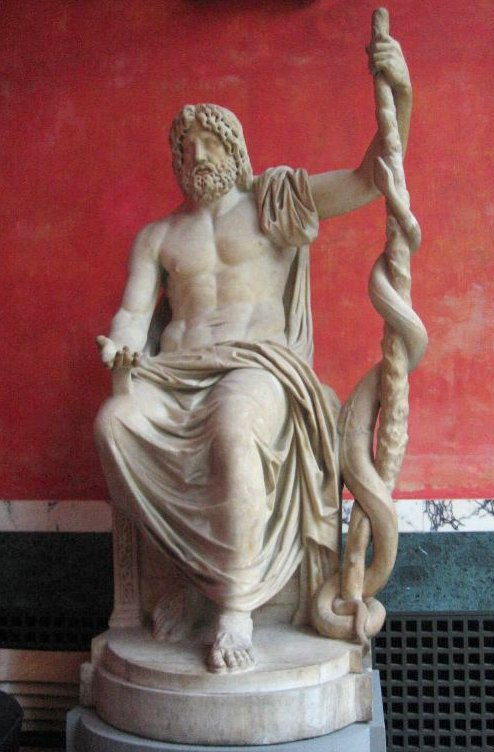
Asclepio.

El término clásico acuñado por los griegos para definir la medicina, tekhne iatriké (la técnica o el arte de curar), o los empleados para nombrar al «médico de las enfermedades» (ietèr kakôn) y al cirujano (kheirourgein, ‘trabajador de las manos’) sintetizan ese concepto de la medicina como ciencia.
El ser humano comienza a dominar la naturaleza y se permite (incluso a través de sus propios mitos) retar a los dioses (Anquises, Peleo, Licaón u Odiseo).
La obra griega escrita más antigua que incluye conocimientos sobre medicina son los poemas homéricos: la Ilíada y la Odisea.
En la primera se describe, por ejemplo, cómo Fereclo es lanceado por Meriones en la nalga, «cerca de la vejiga y bajo el hueso del pubis», o el tratamiento que recibe el rey Menelao tras ser alcanzado por una flecha en la muñeca durante el asedio a Troya: el cirujano resulta ser el médico Macaón, hijo de Asclepio, dios de la medicina griega, educado en la ciencia médica por el centauro Quirón.
De su nombre deriva esculapio, un antiguo sinónimo de médico, y el nombre de Hygea, su hija, sirvió de inspiración para la actual rama de la medicina preventiva denominada higiene.
A Asclepio se atribuye también el origen de la Vara de Esculapio, símbolo médico universal en la actualidad.
En el siglo VI a. C. Alcmeón de Crotona, filósofo pitagórico dedicado a la medicina, desarrolló una teoría de la salud que comenzaba a dejar atrás los rituales sanadores pretécnicos que hasta ese momento cimentaban la medicina griega: la plegaria (eukhé) a los dioses de la salud (Asclepio, Artemisa, Apolo, Palas Atenea, Hygea,...), las danzas o ritos sanadores (Dioniso) y el conocimiento empírico de remedios básicos.
En Crotona, Cos o Cnido comenzaron a florecer escuelas médicas seguidoras del concepto de Alcmeón, basado en la ciencia natural, o fisiología.

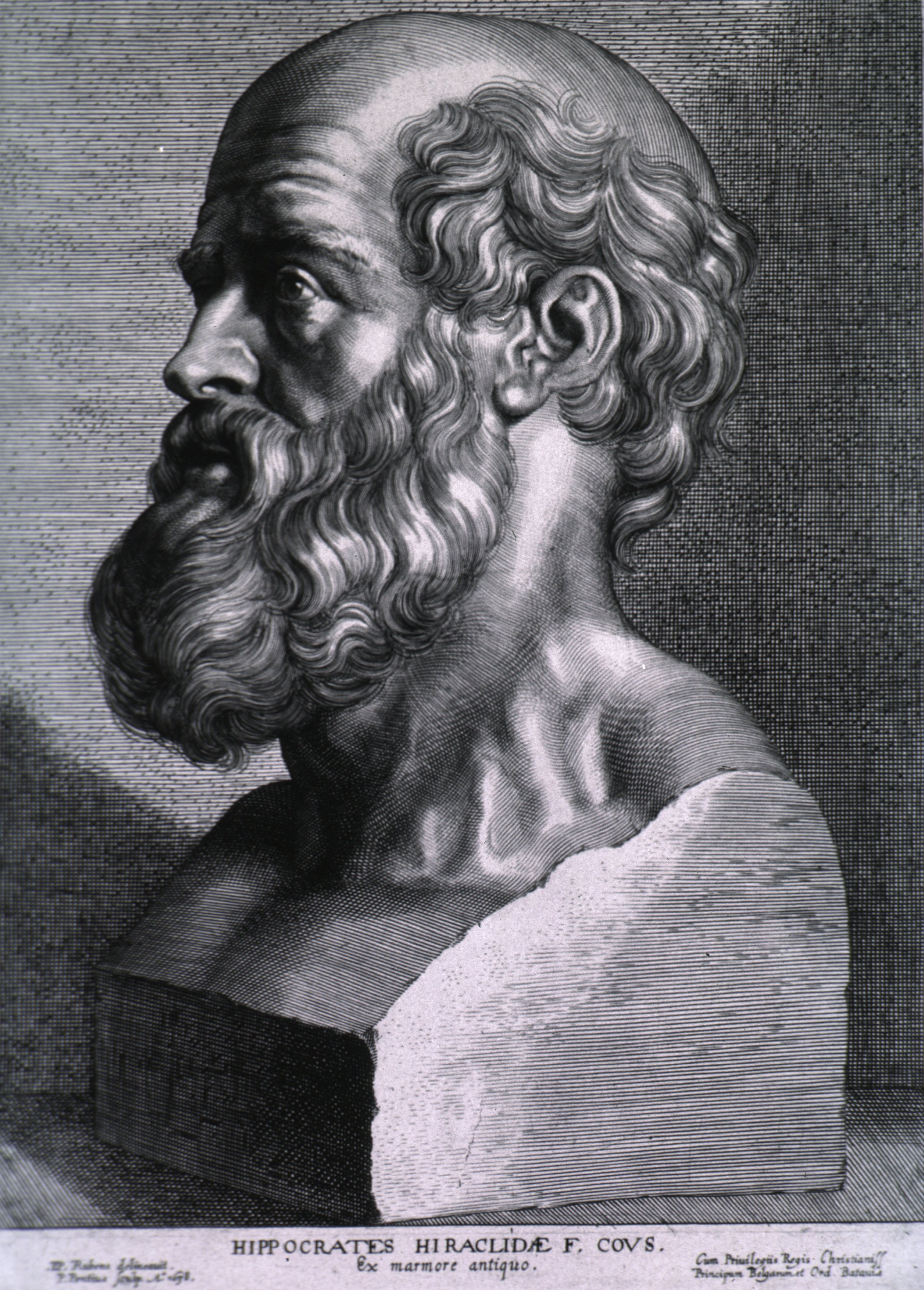
Grabado de Hipócrates realizado por Pedro Pablo Rubens en 1638.

Pero la figura médica por excelencia de la cultura griega clásica es Hipócrates. De este médico se conoce, gracias a la biografía escrita por Sorano de Éfeso unos quinientos años después de su muerte, que nació en Cos en torno al año 460 a. C. y su vida coincide con la edad de oro de la civilización helena y su novedosa cosmovisión de la razón frente al mito. Galeno y posteriormente la escuela alejandrina lo consideraron «el médico perfecto», por lo que ha sido aclamado clásicamente como el Padre de la Medicina Moderna.
En realidad la obra atribuida a Hipócrates es una compilación de unos cincuenta tratados (Corpus Hippocraticum), elaborados a lo largo de varios siglos (la mayor parte entre los siglos V y IV a. C.), por lo que es más adecuado hablar de una «escuela hipocrática», fundada sobre los principios del denominado juramento hipocrático. Los campos médicos abarcados por Hipócrates en sus tratados incluyen la anatomía, la medicina interna, la higiene, la ética médica o la dietética.
En su teoría de los cuatro humores, Hipócrates despliega un concepto, próximo a la medicina oriental, de salud como equilibrio entre los cuatro humores del cuerpo, y de enfermedad (nosas) como alteración (exceso o defecto) de alguno de ellos. Sobre esta base teórica desarrolla entonces un cuerpo teórico de fisiopatología (cómo se enferma) y terapéutica (cómo se cura) basado en el ambiente, el aire, o la alimentación (la dietética).
Los siguientes dos siglos (IV y III) supusieron el despegue de los movimientos filosóficos griegos.
Aristóteles aprendió medicina de su padre, pero no consta un ejercicio asiduo de esta disciplina. En cambio, su escuela peripatética fue la cuna de varios médicos importantes de la época: Diocles de Caristo, Praxágoras de Cos o Teofrasto de Ereso, entre otros.
En torno al año 300 a. C. Alejandro Magno funda Alejandría, la ciudad que en poco tiempo se convertiría en el referente cultural del Mediterráneo y Oriente Próximo. La escuela alejandrina compiló y desarrolló todos los conocimientos sobre medicina (como de muchas otras disciplinas) conocidos de la época, contribuyendo a formar algunos destacados médicos. Algunas fuentes apuntan la posibilidad de que los Ptolomeos pusieran a su disposición reos condenados a muerte para practicar vivisecciones.
Uno de los médicos más notables de la escuela alejandrina fue Erasístrato de Ceos, descubridor del colédoco (conducto de desembocadura de la bilis en el intestino delgado) y del sistema de circulación portal (un sistema venoso que atraviesa el hígado con sangre procedente del tracto digestivo).
Herófilo de Calcedonia fue otro de los grandes médicos de esta escuela: describió con acierto las estructuras denominadas meninges, los plexos coroideos y el cuarto ventrículo cerebral.
Paralelamente se desarrolla la escuela empirista, cuyo principal exponente médico fue Glauco de Tarentio (siglo I a. C.).
Podría considerarse a Glauco el precursor de la medicina basada en la evidencia, ya que para él solo existía una base fiable: los resultados fundados en la experiencia propia, en la de otros médicos o en la analogía lógica, cuando no existían datos previos para comparar.
A partir de la incorporación de Egipto como provincia romana (30 a. C.), finaliza el periodo alejandrino y da inicio la época de esplendor de la medicina de Roma.

### Roma

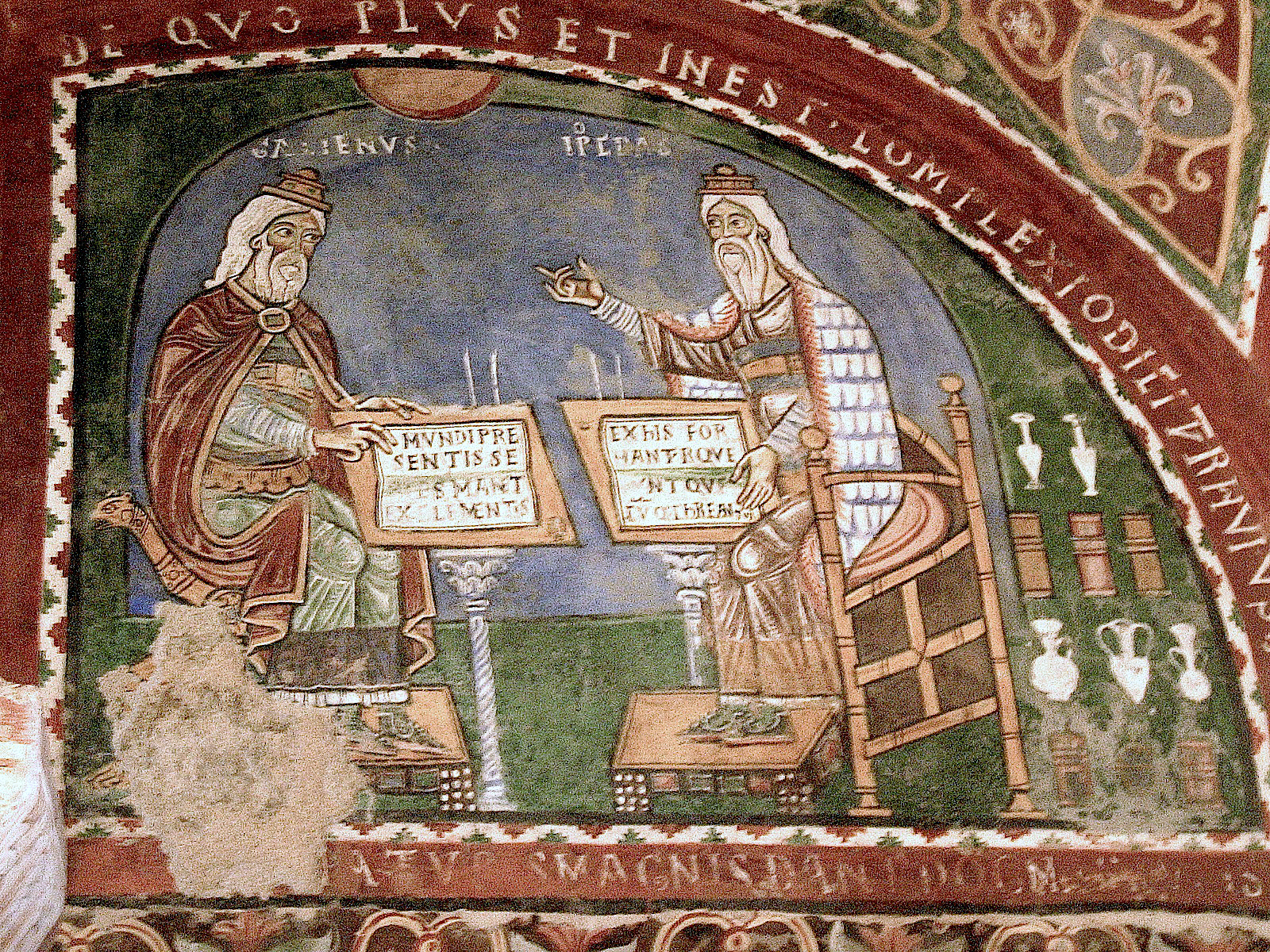
Hipócrates (derecha) y Galeno. Las dos figuras médicas más importantes de la antigüedad clásica, en un fresco perteneciente a una capilla benedictina de Anagni, Lacio, al sur de Roma..

La medicina en la Antigua Roma fue una prolongación del saber médico griego.
La civilización etrusca, antes de importar los conocimientos de la cultura griega, apenas había desarrollado un corpus médico de interés, si se exceptúa una destacable habilidad en el campo de la odontología.
Pero la importancia creciente de la metrópoli durante las primeras épocas de expansión va atrayendo a importantes figuras médicas griegas y alejandrinas que acaban por conformar en Roma el principal centro de saber médico, clínico y docente, del área mediterránea.
Las figuras médicas más importantes de la Antigua Roma fueron Asclepíades de Bitinia (124 o 129 a. C.–40 a. C.), Celso y Galeno. El primero, abiertamente opuesto a la teoría hipocrática de los humores, desarrolló una nueva escuela de pensamiento médico, la Escuela metódica, basada en los trabajos de Demócrito, y que explica la enfermedad a través de la influencia de los átomos que atraviesan los poros del cuerpo, en un anticipo de la teoría microbiana.
Algunos médicos adscritos a esta escuela fueron Temisón de Laodicea, Tésalo de Trales o Sorano de Éfeso, el redactor de la primera biografía conocida de Hipócrates.
Entre los años 25 a. C. y 50 de nuestra era vivió otra figura médica de importancia: Aulo Cornelio Celso. En realidad no hay constancia de que ejerciera la medicina, pero se conserva un tratado de medicina (De re medica libri octo) incluido en una obra mayor, de carácter enciclopédico, llamada De artibus (Sobre las artes). En este tratado de medicina se incluye la definición clínica de la inflamación que ha perdurado hasta nuestros días: «Calor, dolor, tumor y rubor» (a veces también expresada como: «Tumor, rubor, ardor, dolor»).
Con el comienzo de la era cristiana se desarrolló otra escuela médica en Roma: la Escuela Pneumática. Si los hipocráticos se referían a los humores líquidos como la causa de la enfermedad y los atomistas acentuaban la influencia de las partículas sólidas denominadas átomos, los pneumáticos verían en el pneuma (gas) que penetra en el organismo a través de los pulmones, la causa de los trastornos patológicos padecidos por el ser humano. Fueron seguidores de esta corriente de pensamiento Ateneo de Atalia o Areteo de Capadocia.
En Roma la casta médica se organizaba ya (de un modo que recuerda a la actual división por especialidades) en médicos generales (medici), cirujanos (medici vulnerum, chirurgi), oculistas (medici ab oculis), dentistas y los especialistas en enfermedades del oído. No existía una regulación oficial para ser considerado médico, pero a partir de los privilegios concedidos a los médicos por Julio César se estableció un cupo máximo por ciudad.
Por otra parte, las legiones romanas disponían de un cirujano de campaña y un equipo capaz de instalar un hospital (valetudinaria) en pleno campo de batalla para atender a los heridos durante el combate.
Uno de estos médicos legionarios, alistado en los ejércitos de Nerón, fue Pedanio Dioscórides de Anazarbus (Cilicia), el autor del manual farmacológico más empleado y conocido hasta el siglo XV. Sus viajes con el ejército romano le permitieron recopilar un gran muestrario de hierbas (unas seiscientas) y sustancias medicinales para redactar su magna obra: De materia medica (Hylikà, conocido popularmente como «el Dioscórides»).

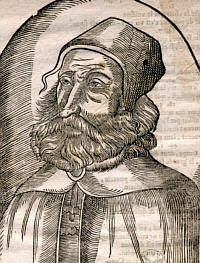
Galeno de Pérgamo, figura romana excluyente en la Historia de la Medicina.

Pero la figura médica romana por excelencia fue Claudio Galeno, cuya influencia (y errores anatómicos y fisiológicos) perduraron hasta el siglo XVI (el primero en corregirlo fue Vesalio). Galeno de Pérgamo nació en el año 130 de nuestra era, bajo influencia griega y al amparo de uno de los mayores templos dedicados a Esculapio (Asclepios). Estudió medicina con dos seguidores de Hipócrates: Estraconio y Sátiro, y aún después visitó las escuelas de medicina de Esmirna, Corinto y Alejandría. Finalmente viajó a Roma donde su fama como médico de gladiadores le llevó a ser elegido médico del emperador (Marco Aurelio). Sin embargo, en Roma las autopsias estaban prohibidas, por lo que sus conocimientos de anatomía se fundaban en disecciones de animales lo que le llevó a cometer algunos errores. Pero también realizó aportaciones notables: corrigió el error de Erasístrato, quien creía que las arterias llevaban aire, y es considerado uno de los primeros experimentalistas de la medicina:

Corto y hábil es el sendero de la especulación, pero no conduce a ninguna parte; largo y penoso es el camino del experimento, pero nos lleva a conocer la verdad.

Fue el principal exponente de la escuela hipocrática, pero su obra es una síntesis de todo el saber médico de la época. Sus tratados se copiaron, tradujeron y estudiaron durante los siguientes trece siglos, por lo que es considerado uno de los médicos más importantes e influyentes en la medicina occidental.
Areteo de Capadocia no obtuvo la fama y el reconocimiento público de Galeno, pero el escaso material escrito que se ha conservado de él demuestra un gran conocimiento y un aún mayor sentido común. No se conocen muchos datos de este modesto médico romano, salvo su procedencia de la actual provincia turca de Capadocia y que vivió durante el primer siglo después de Cristo. Debió formarse en Alejandría (donde se permitían las autopsias), ya que sus conocimientos de anatomía visceral son muy completos. Es el primer médico en describir el cuadro clínico del tétanos, y a él se deben los nombres actuales de la epilepsia o la diabetes.
Hay que destacar una aportación capital de la medicina pública romana: Entre los principales arquitectos romanos (Columella, Marco Vitruvio o Marco Vipsanio Agripa) existía la convicción de que la malaria se propagaba a través de insectos o aguas pantanosas. Bajo este principio acometieron obras públicas como acueductos, alcantarillas y baños públicos encaminadas a asegurar un suministro de agua potable de calidad y un adecuado sistema de evacuación de excretas. La medicina moderna les dará la razón casi veinte siglos después, cuando se demuestre que el suministro de agua potable y el sistema de eliminación de aguas residuales son dos de los principales indicadores del nivel de salud de una población.

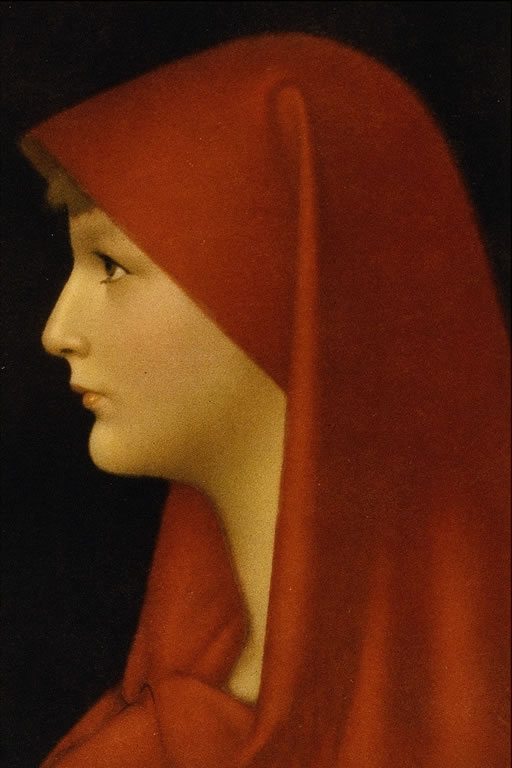
Fabiola de Roma, fundadora a orillas del Tíber del primer nosocomium organizado de Occidente, antecedente documentado de la moderna «medicina social».

Según Henry Chadwick, emeritus regius professor en la Universidad de Cambridge e historiador del cristianismo primitivo, la práctica de la caridad expresada de forma eminente a través del cuidado de los enfermos fue probablemente una de las causas más poderosas de la expansión del cristianismo. Ya en el año 251, la Iglesia de Roma apoyaba a más de 1500 personas en situación de necesidad. A pesar de la existencia de los protohospitales de campaña romanos, el Imperio careció de conciencia hospitalaria social hasta la fundación de los primeros grandes hospitales cristianos. En Oriente se fundó el hospital Basiliade cerca de Capadocia (inspirado por Basilio de Cesarea), y otro hospital en Edesa por parte de Efrén el Sirio, con trescientas camas para apestados.
En Occidente, el nosocomium fundado por Fabiola de Roma constituye el primer antecedente documentado de la «medicina social» e hizo de ella una de las mujeres más famosas en la historia de la medicina organizada.
En ese hospital, los pobres eran atendidos gratuitamente. Las excavaciones arqueológicas revelaron el plano y el arreglo de ese edificio único en su tipo en el cual las habitaciones y los pasillos para los enfermos y los pobres se agrupaban ordenadamente en torno al cuerpo edilicio principal, organizado en repartos, según las diferentes clases de enfermos. Según el historiador Camille Jullian, la fundación de este hospital constituye uno de los acontecimientos soberanos de la historia de la civilización occidental.

### Bizancio

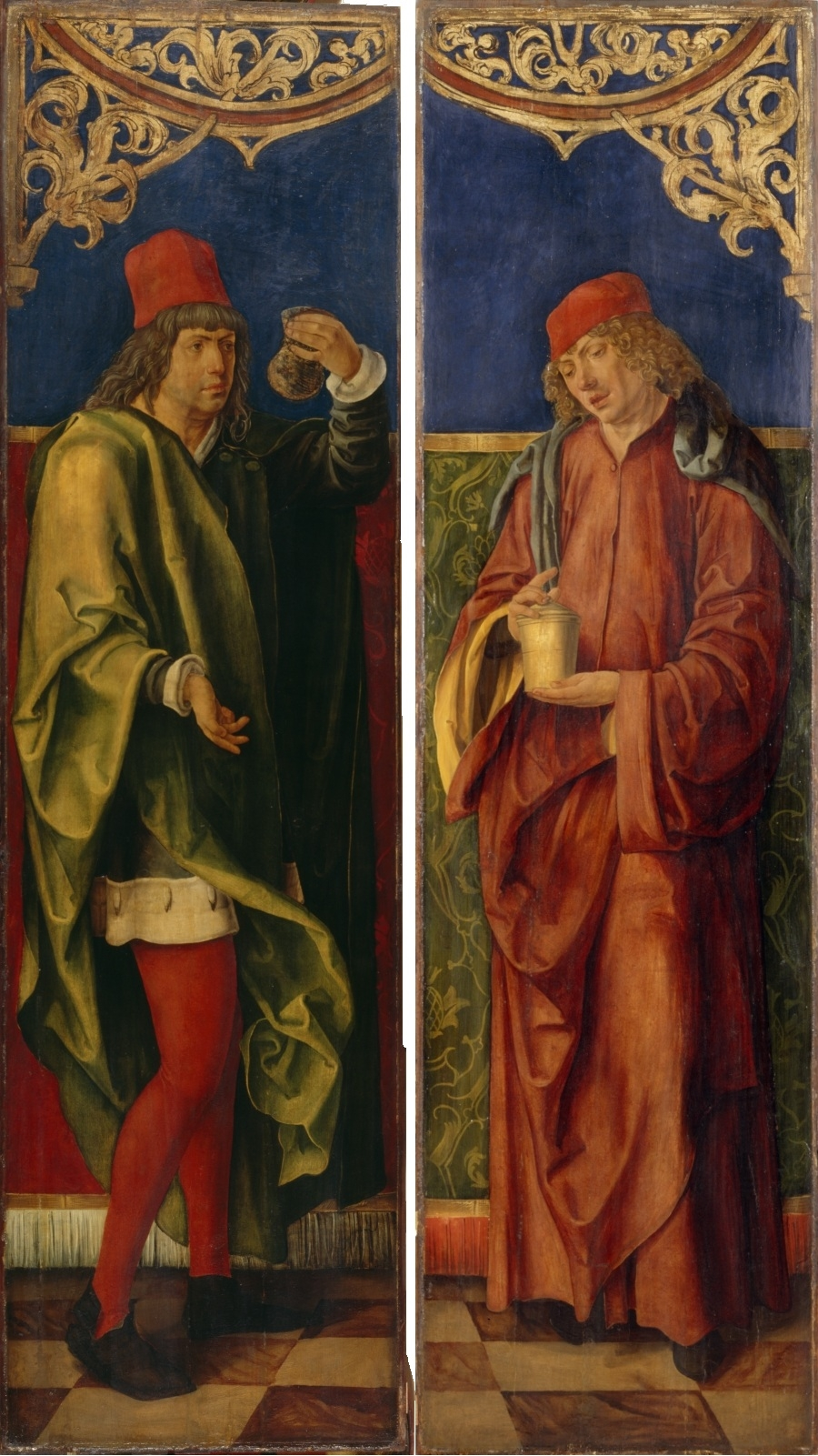
Cosme y Damián, médicos y hermanos, ejercieron la medicina en Cilicia en el. Fueron ajusticiados por Diocleciano y declarados santos y protectores de los médicos por la Iglesia católica.

El Imperio Romano Oriental heredó, tras la división por la muerte de Teodosio, la cultura y la medicina griegas. En su afán por recuperar, o no perder los conocimientos clásicos la cultura bizantina ejerció una función fundamental recopilando y catalogando lo mejor de las tradiciones griega y romana, realizando, en cambio, pocas aportaciones novedosas.
El médico personal de Juliano el Apóstata, Oribasio de Pérgamo (325-403 d. C.) recogió en 70 volúmenes (Las Sinagogas médicas) todo el saber médico hasta esa fecha. Con el consejo de Oribasio, Juliano estableció la obligatoriedad de obtener a través de un examen una licencia (symbolon) oficial para ejercer la medicina.
Siguiendo con ese espíritu compilador, pero poco innovador, encontramos a Alejandro de Trales (hermano del arquitecto de la basílica de Santa Sofía), o a Aetius de Amida, en el siglo VII.
El médico más notable de este período fue Pablo de Egina, autor de Epítome, Hypomnema o Memorandum, siete volúmenes que recogen los conocimientos de medicina, cirugía y obstetricia. Entre sus aportaciones, destacan la descripción de los pólipos nasales o del líquido sinovial de las articulaciones, y describió algunas técnicas quirúrgicas novedosas, como una técnica para extirpar costillas.
Se fundaron varias escuelas médicas, como la Stoa Basilike (Escuela de Artes Liberales, en Constantinopla), o la escuela de Níbisis, en Siria, cuna de médicos como Zenón de Chipre, Asclepiodoto o Jacobo Psicresto, y en el siglo V Teodosio II funda un centro de formación intelectual y destina varios edificios públicos a la curación de enfermos.
Se conserva constancia de la existencia de algunos otros médicos y cirujanos de cierto relieve: Meletio, del siglo VII, autor de Sobre la constitución del hombre; Teófanes Nonno (siglo X); Miguel Psellos y Simeón Seth en el siglo XI; o, entre los siglos XII y XIII, Sinesio, Teodoro Pródromo o Nicolás Myrepso.
La razón del estancamiento de nuevos avances en medicina a partir de este período y durante la Edad Media responde a la importancia creciente del cristianismo en la vida política y social, reacio al concepto helénico de ciencia natural y más proclive a una visión determinista (teocentrista) de la enfermedad.

## Edad Media
Véase Categoría:Médicos medievales

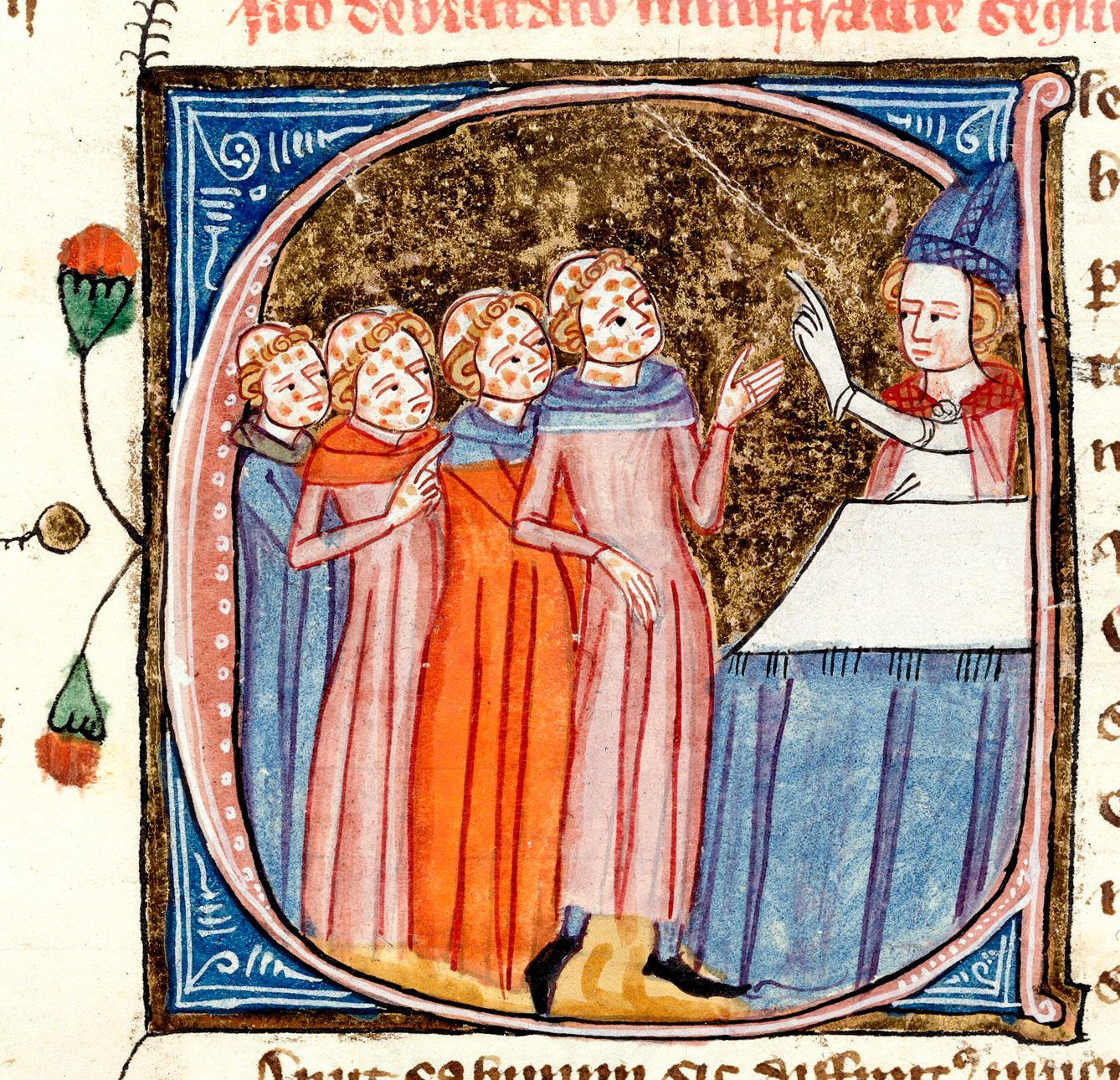
Monjes infectados por alguna enfermedad exantemática son bendecidos por un sacerdote. Ilustración de letra C capital del manuscrito inglés del Omne Bonum de James le Palmer.

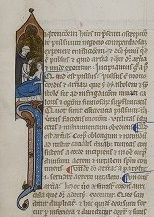
Doctor dominico tomando el pulso.Manuscrito conservado en la Biblioteca de la Universidad de Pensilvania.

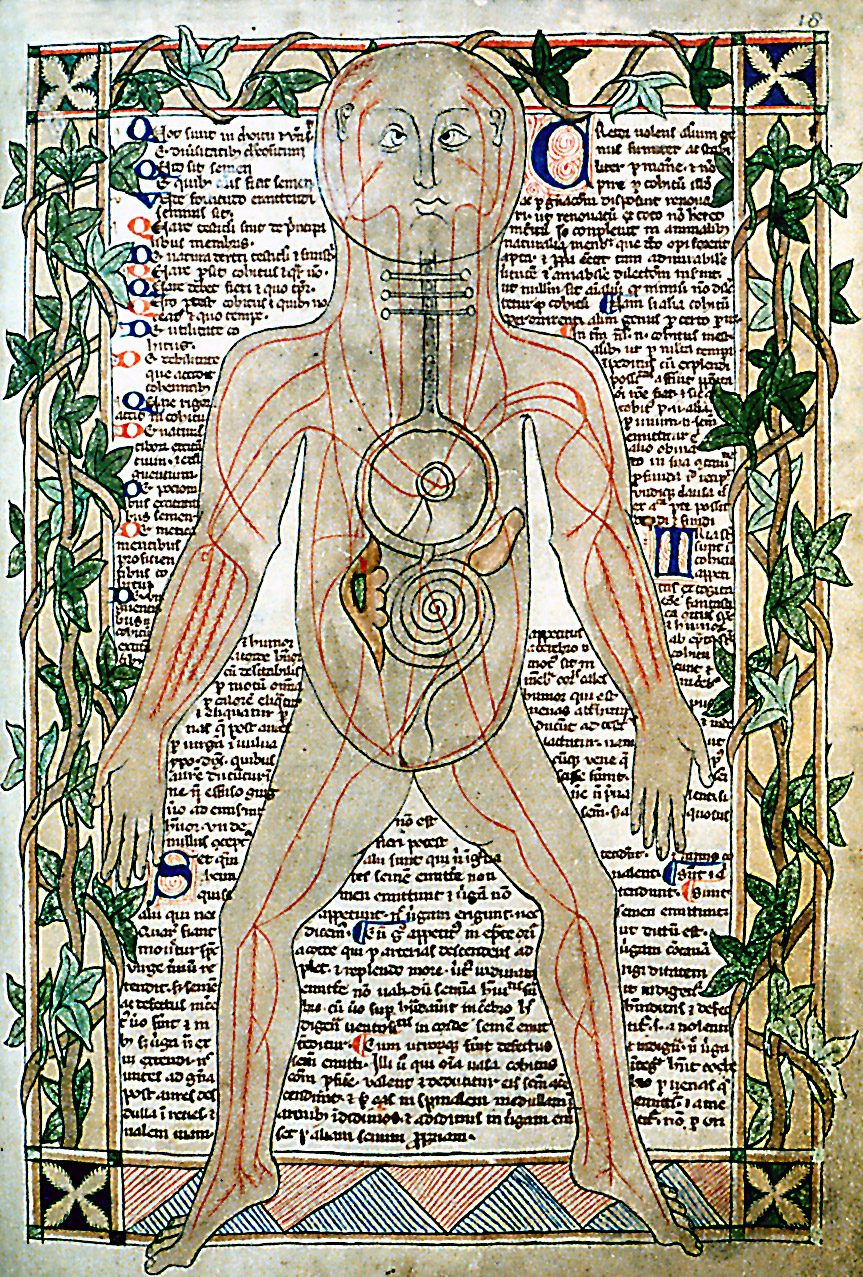
Ilustración anatómica del que muestra la circulación sanguínea.

A medida que las sociedades se desarrollaban en Europa y Asia, los sistemas de creencias iban siendo desplazados por un sistema natural diferente.
Todas las ideas desarrolladas desde la antigua Grecia hasta el Renacimiento, pasando por las de Galeno, se basaron en el mantenimiento de la salud a través del control de la dieta y de la higiene.
Los conocimientos anatómicos estaban limitados y había pocos tratamientos curativos o quirúrgicos.
Los médicos fundamentaban su trabajo en una buena relación con los pacientes, combatiendo las pequeñas dolencias y calmando las crónicas, y poco podían hacer contra las enfermedades epidémicas que acabaron expandiéndose por medio mundo.
La medicina medieval fue una mezcla dinámica de ciencia y misticismo. En la temprana Edad Media, justo tras la caída del Imperio Romano, el conocimiento médico se basaba básicamente en los textos griegos y romanos supervivientes que quedaron preservados en monasterios y otros lugares.
Las ideas sobre el origen y sobre la cura de las enfermedades no eran puramente seculares, sino que también tenían una importante base espiritual. Factores tales como el destino, el pecado, y las influencias astrales tenían tanto peso como los factores más físicos. Esto se explica porque desde los últimos años del imperio romano, la Iglesia católica va adquiriendo un papel cada vez más protagonista en la cultura y la sociedad europeas. Su estructura jerárquica ejecuta un papel de funcionariado global, capaz de ejercer como depositario y administrador de la cultura y de amparar y adoctrinar a una población a la que ya no llegan las leyes del imperio.
Simultáneamente, el movimiento monacal, procedente de Oriente, comenzó en el siglo V a extenderse por Europa.
En los monasterios se acogía a peregrinos, enfermos y desahuciados, comenzando a formarse el germen de los hospicios u hospitales, aunque la medicina practicada por monjes y sacerdotes carecía, en general, de base racional, siendo más de índole caritativa que técnica.
En el Concilio de Clermont, en 1095, llegó a prohibirse a todo clérigo el estudio de cualquier forma de medicina.
Existen antecedentes de estructuras hospitalarias en Egipto, la India o en Roma, pero su extensión y concepción actual se debe al modelo monástico iniciado por San Benito en Montecasino, y a sus variantes posteriores denominadas leproserías o lazaretos, en honor a su santo patrón san Lázaro.
Pero el mayor hospital conocido de la época se encontraba en El Cairo; Al-Mansur, recinto hospitalario fundado en 1283 se encontraba ya dividido en salas de especialidades médicas, al modo actual, contaba con una sección de dietética coordinada con la cocina del hospital, una sala para pacientes externos, sala de conferencias y biblioteca.

### Mundo islámico

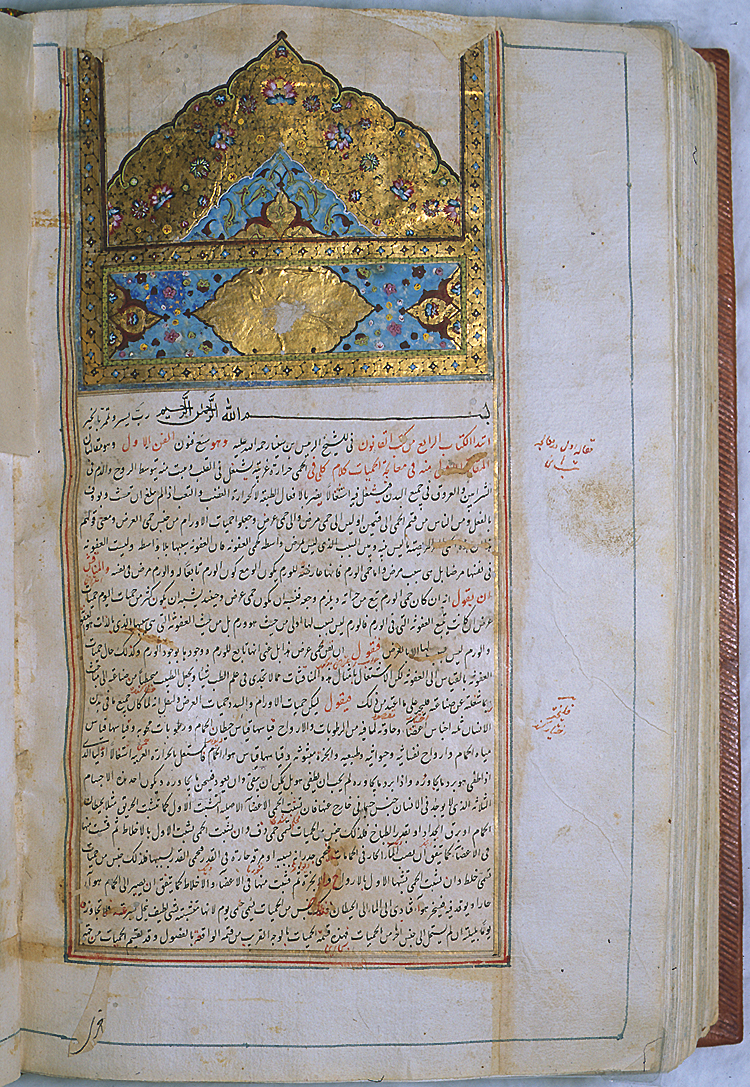
Kitab al-Qanun fi al-tibb (Canon de medicina) de Avicena en una edición iraní del.

Tras la muerte de Mahoma en el año 632 comienza el período de expansión musulmana.
En apenas cien años los árabes ocupan Siria, Egipto, Palestina, Persia, la península ibérica y parte de la India. Durante esa expansión se van incorporando, por mandato del profeta («Buscad el saber aunque tengáis que ir a China»), los elementos culturales más relevantes de cada territorio, pasando en poco tiempo de practicar una medicina primitiva (empírico-mágica) a dominar la medicina técnica helénica de clara influencia hipocrática.

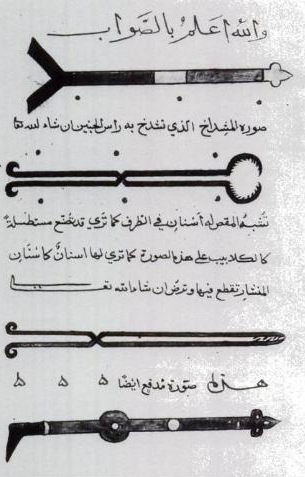
Los instrumentos quirúrgicos inventados por Abulcasis en el.

La primera generación de médicos persas de excelente reputación surgió de la Academia Hippocratica de Gundishapur, donde los nestorianos, cristianos herejes exiliados, se empleaban en la tarea de traducir las principales obras clásicas del griego al árabe.
Allí se formó la primera hornada de médicos árabes, bajo las enseñanzas de Hunayn ibn Ishaq (808-873), quien llegaría a ser médico personal del califa Al-Qasim al-Mamun.
Desde ese puesto fundó la primera escuela médica del islam.

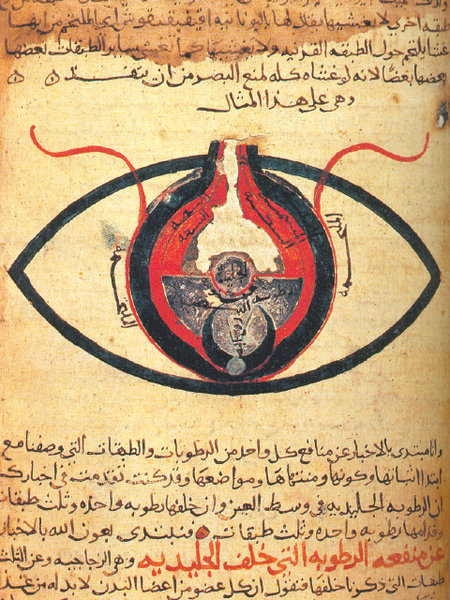
Anatomía del ojo por primera vez en la historia por Hunayn ibn Ishaq en el.

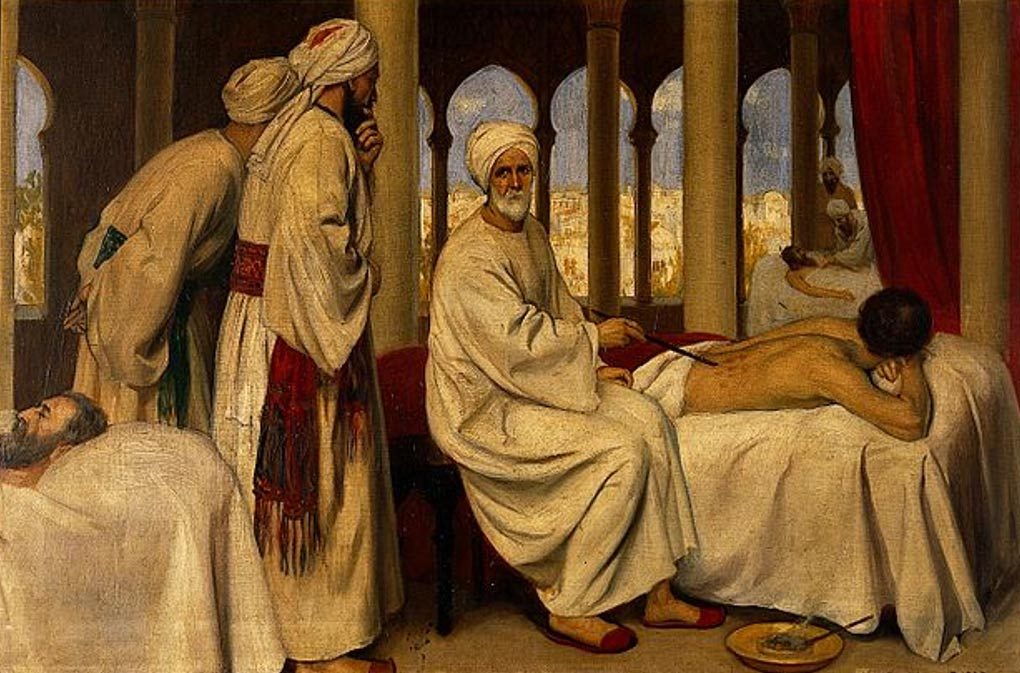
Médico musulmán examinando a un paciente.

También fue allí donde el persa Al-Razi (Abu Bakr Muhammed ibn Zakkariya al-Rhazí, también conocido como Rhazes) (865-932) empezó a utilizar el alcohol (árabe al-khwl الكحول, o al-ghawl الغول) de forma sistemática en su práctica médica. De este médico, director fundador del hospital de Bagdad, se cuenta que para decidir su ubicación colgó cadáveres de animales en los cuatro puntos cardinales de la ciudad, optando por la localización en la que tardó más en producirse la descomposición.
Las tres obras principales de Al-Razi son Kitab-el-Mansuri (Liber de Medicina ad Almansorem, síntesis de los conocimientos teóricos sobre anatomía, fisiología, patología); Al-Hawi (compendio clínico traducido al latín como Continens, La Continencia). En ella registró los casos clínicos que trató, lo cual hizo del libro una fuente muy valiosa de información médica; y la obra monográfica titulada Kitab fi al-jadari wa-al-hasbah, que contiene una introducción al sarampión y a la viruela de gran influencia sobre la Europa contemporánea.
Otra de las figuras representativas de la medicina islámica medieval fue Avicena (Ali ibn Sina). La obra de este filósofo persa, titulada Canon de medicina, se considera la obra médica medieval más importante en la tradición islámica hasta su renovación con conceptos de medicina científica. Tuvo también gran influencia en toda Europa hasta la llegada de la Ilustración. Si Rhazes era el clínico interesado en diagnosticar al paciente, Avicena fue el teórico aristotélico dedicado a comprender las generalidades de la medicina.
Hay que destacar varias figuras médicas de interés originarias de Al-Ándalus, como Avempace (h. 1080-1138) y su discípulo Abentofail, Averroes (1126-1198) o Maimonides, que aunque judío, contribuyó de forma importante a la Medicina Árabe durante el siglo XII.
A finales del siglo XIII y principios del XIV, también en al-Ándalus, Al-Safra, médico personal del séquito de Muhammad ibn Nasr (sultán de Granada), en su libro Kitāb al-Istiqsā, aporta diversos avances acerca de los tumores y medicamentos.
También es de destacar la influencia de Mesué Hunayn ibn Ishaq conocido abreviadamente con su nombre latino como Johannitius o Mesué el Viejo, que fue un destacado traductor de obras de medicina en Persia debido a su gran capacidad o 'don de idiomas', y que escribió varios estudios de oftalmología.
Ibn Nafis (Ala-al-din abu Al-Hassan Ali ibn Abi-Hazm al-Qarshi al-Dimashqi), médico sirio del siglo XII, contribuyó a la descripción del sistema cardiovascular. Su descubrimiento sería retomado en 1628 por William Harvey, a quien suele atribuirse dicho hallazgo. De la misma forma, muchas otras aportaciones médicas y astronómicas atribuidas a europeos tomaron como punto de partida los descubrimientos originales de autores árabes o persas.[cita requerida]
Abulcasis (Abul Qasim Al Zaharawi) es el primer «especialista» cirujano conocido del mundo islámico. Nació en Medina Azahara en el año 936 y vivió en la corte de Abderramán III. Su principal obra compilatoria es Kitàb al-Tasrìf ("la práctica", "el método" o "la disposición"). En realidad se trata de una traducción ampliada de la de Pablo de Egina, a la que añadió una prolija descripción del instrumental quirúrgico de la época, y fue posteriormente traducida al latín) por Gerardo de Cremona.
En esta obra describe cómo quitar piedras del páncreas, operaciones oculares, del tracto digestivo, etc. así como el material quirúrgico necesario.
Otra cita atribuida al profeta Mahoma dice que solo hay dos ciencias: la teología, para salvar el alma, y la medicina, para salvar el cuerpo. Entre los musulmanes Al Hakim (El Médico) era sinónimo de "sabio maestro". Los médicos árabes tenían la obligación de especializarse en algún campo de la medicina, y existían clases dentro de la profesión: De mayor a menor categoría encontramos al Hakim (el médico del maristán, hospital), el Tahib, el Mutabbib (médico en prácticas) y el Mudawi (médico cuyo conocimiento es meramente empírico). Muchas de las figuras médicas y obras del islam influyeron de manera importante en la Europa medieval, especialmente gracias a las traducciones, de vuelta al latín, de la Escuela de Traductores de Toledo, o las de Constantino el Africano, que están en el origen de la primera escuela médica medieval europea de importancia: la Escuela de Salerno.

### Europa

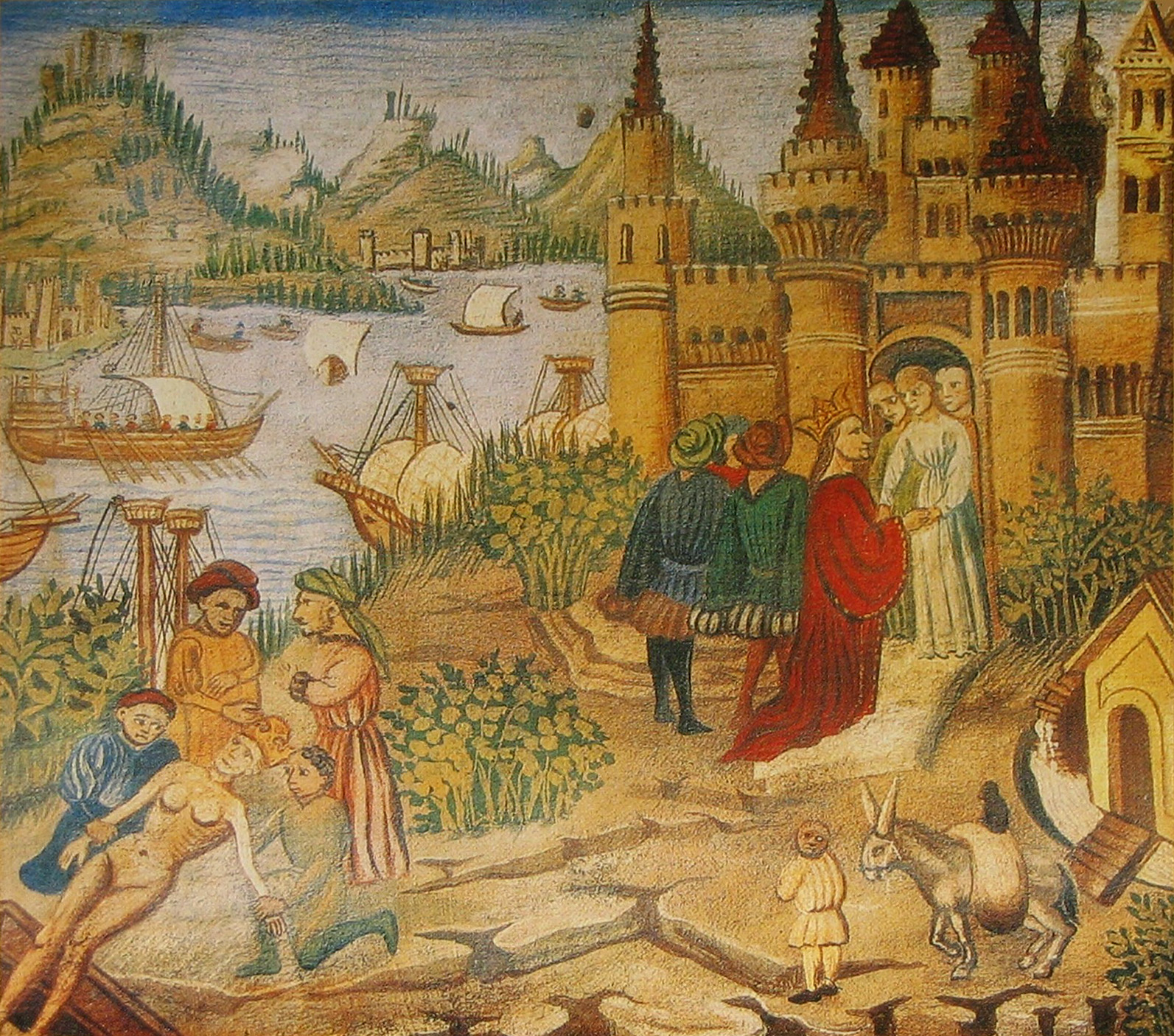
Miniatura que representa la Scuola Medica Salernitana.

Entre los siglos XI y XIII se desarrolló al sur de Nápoles una escuela médica de especial interés: la Escuela Médica Salernitana.
La situación geográfica privilegiada de la Campania, en el sur de Italia, nunca del todo abandonada por la cultura tras la caída del imperio, ya que fue refugio de bizantinos y árabes, permitió el surgimiento de esta protouniversidad, fundada según una leyenda, por un griego (Ponto), un hebreo (Helino), un musulmán (Adela) y un cristiano (Magíster Salernus), dándose originalmente el nombre de Collegium Hippocraticum.
En ella, para la obtención del título de médico y, por tanto, el derecho de ejercicio de esta práctica, Roger II de Sicilia estableció un examen de graduación.
Algunos años después (en 1224) Federico II reformó el examen para que este fuese realizado de forma pública por el equipo de maestros de Salerno, y regulando para la práctica de la medicina un periodo de formación teórico (que incluía cinco años de medicina y cirugía) y un periodo práctico de un año.

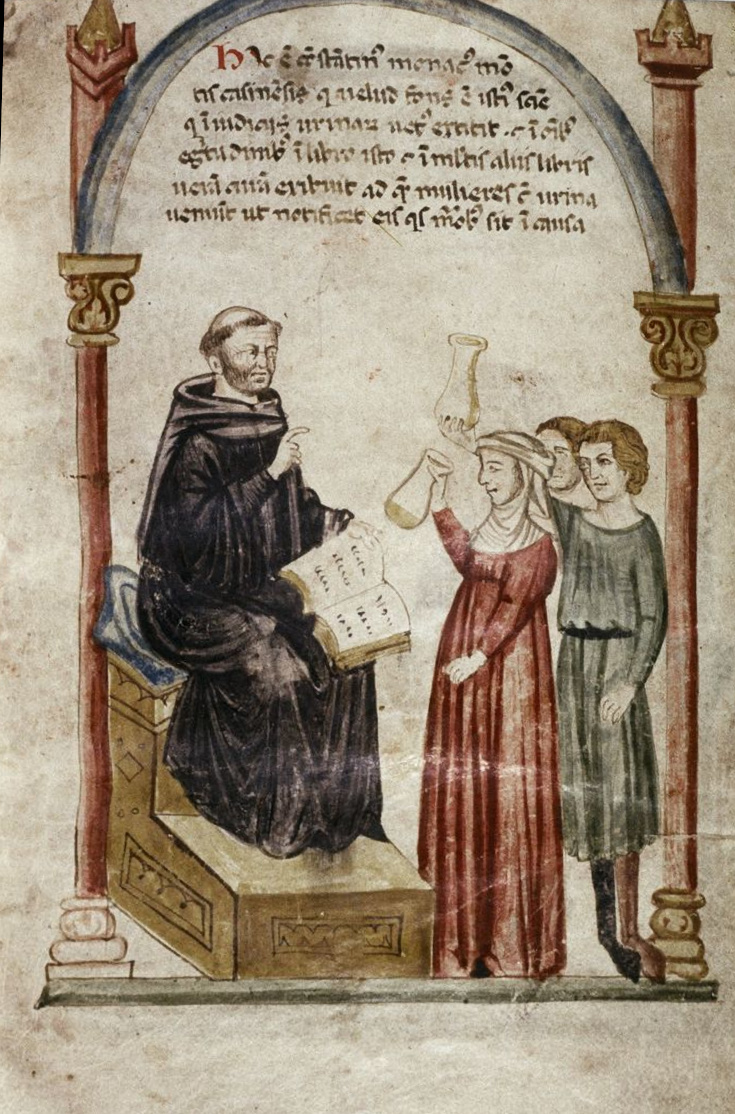
Un grupo de pacientes muestra su orina a Constantino el Africano.

Una figura de relevancia de esta escuela fue el monje Constantino el Africano (1010-1087), médico cartaginés que recogió numerosas obras médicas a lo largo de sus viajes y contribuyó a la medicina europea con la traducción del árabe de varios textos clásicos.
Esta labor le valió el título de Magister orientis et occidentis.
Algunas de las obras traducidas por Constantino son el Liber Regius, de Alí Abas; el Viáticum, o ‘medicina de los viajes’, de Ibn Al-Gazzar; los Libri universalium et particularium diaetarum o el Liber de urinis, de gran influencia en la escuela salernitana, hasta el punto de que el vaso de orina se convirtió en el signo distintivo del médico.
La orientación de la Escuela de Salerno es fundamentalmente experimental y descriptiva, y su obra más importante es el Regimen Sanitatis Salernitanum (1480), un compendio de normas higiénicas, de nutrición, de hierbas y de otras indicaciones terapéuticas, que llegó a alcanzar la cifra de 1500 ediciones.
En la Escuela, aparte de las enseñanzas médicas, había además cursos de filosofía, teología y derecho.
Cabe mencionar que en dicha escuela, las mujeres eran admitidas como profesoras y como alumnas, y eran conocidas como las Mulieres Salernitanae.
Su declive comienza a principios del siglo XIII, debido a la proliferación de las universidades medievales, (Bolonia, París, Oxford, Salamanca...).
Una de las secuelas más fructíferas de Salerno se encuentra en la Escuela Capitular de Chartres, de donde surgieron médicos como Guillermo de Conches, precursor de la escolástica, junto con Juan de Salisbury.

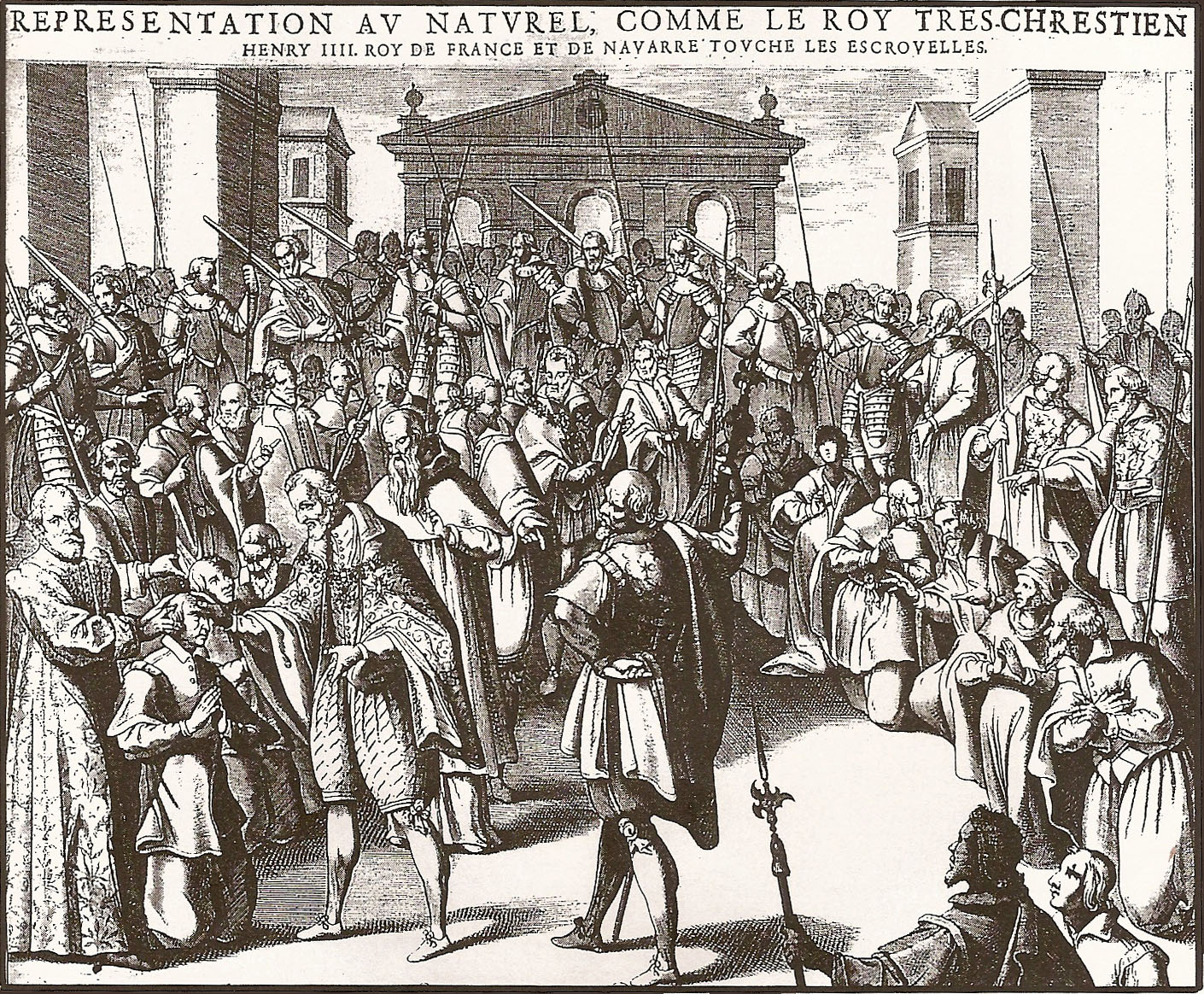
Enrique IV de Francia toca a numerosos enfermos durante la ceremonia del «toque real.». La leyenda del grabado original reza: Des mirabili strumas sanandi vi solis Galliae regibus christianissimis divinitus concessa liber unus.

La Facultad de Medicina de Montpellier situada en Francia, existe desde el siglo XII, aunque su primer marco institucional lo obtuvo en el año 1220. Su enseñanza médica nació en la práctica, fuera de todo marco institucional, Actualmente es la facultad de medicina en actividad más antigua del mundo. En su seno estudiaron personajes ilustres tales como Arnau de Vilanova, François Rabelais o Guillaume Rondelet entre otros.
Entre las más destacadas figuras de la medicina europea medieval se encuentra el español Arnau de Vilanova (1238-1311). Formado en Montpellier y posiblemente también en Salerno, su fama lo llevó a ser médico de la corte de los reyes de Aragón, Pedro el Grande, Alfonso III y Jaime II. Además de algunas traducciones de Galeno y Avicena, desarrolla un cuerpo propio de investigación médica en torno a la tisis (una forma de presentación de la tuberculosis). A él se atribuye una recopilación de aforismos en versos leoninos del siglo XIII conocido como Flos medicinae (o Flos sanitatis).
Dentro de la concepción teocentrista propia de este periodo se van introduciendo terapias alternativas de carácter sobrenatural. A partir de los siglos VII y VIII, con la extensión del cristianismo se incorporan a las ceremonias de coronación los ritos de unción real, que otorgan un carácter sagrado a la monarquía.
A estos reyes ungidos se les atribuyen propiedades mágico-curativas. La más popular es el "toque del rey": Felipe el Hermoso, Roberto II el Piadoso, San Luis de Francia o Enrique IV de Francia tocaban las úlceras (escrófulas, o lesiones tuberculosas cutáneas) de los enfermos pronunciando las palabras rituales "El rey te toca, Dios te cura" (Le Roy te touche, et Dieu te guérit).
Los reyes franceses solían peregrinar a Soissons para celebrar la ceremonia y se cuenta que Felipe de Valois (1328-1350) llegó a tocar a 1500 personas en un día.
La popularización de este tipo de ritos sanadores acabó por rebautizar a la escrófula-tuberculosis como «mal du roi» en Francia, o «King's Evil» en Inglaterra.
Tal fue la profusión de este tipo de ritos que llegaron a establecerse «especialidades» por monarquías; la «especialidad» del rey de Hungría era la ictericia, la del rey de España la locura, la de Olaf de Noruega el bocio y las de Inglaterra y Francia la escrófula y la epilepsia.
En el siglo XIII Roger Bacon (1214-1294) anticipó en Inglaterra las bases de la experimentación empírica frente a la especulación. Su máxima fue algo así como «duda de todo lo que no puedas demostrar», lo que incluía a las principales fuentes médicas clásicas de información.
En el Tractatus de erroribus medicorum describe hasta 36 errores fundamentales de las fuentes médicas clásicas. Pero tendrían que pasar doscientos años, hasta la llegada del Renacimiento, para que sus ideas se pusieran en práctica.

## Medicina renacentista

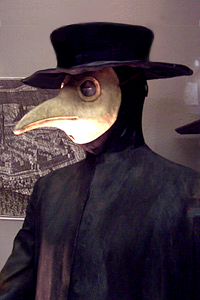
Varias plagas asolaron la población europea hasta el final de la Edad Media y bien entrado el Renacimiento: la peste, la lepra o la tuberculosis son los ejemplos más conocidos, pero hubo muchas otras epidemias: sífilis, sarna, carbunco, tifus... Durante la epidemia de peste de 1656, en Roma, los médicos creían que esta vestimenta protegía del contagio: un mantel encerado, máscara y guantes. En el pico se colocaban sustancias aromáticas.

Dos hechos históricos marcaron el modo de ejercer la medicina, e incluso de enfermar, a partir del Renacimiento.
Por un lado, las grandes plagas que asolaron y protagonizaron el final de la Edad Media. Durante el siglo XIV hace su aparición en Europa la Peste Negra, causa de la muerte, por sí sola, de unos 20 o 25 millones de europeos.
Por otro, los siglos XV (il Quattrocento) y XVI (il Cinquecento) tuvieron en Italia el origen de unas filosofías de la ciencia y de la sociedad basadas en la tradición romana del humanismo. El florecimiento de Universidades en Italia al amparo de las nuevas clases mercantiles supuso el motor intelectual del que se derivó el progreso científico que caracterizó a este periodo. Esta "nueva era" recaló con especial intensidad en las ciencias naturales y la medicina, bajo el principio general del "revisionismo crítico". El universo comenzaba a contemplarse bajo una óptica mecanicista.
Es la época de los grandes anatomistas: la evidencia experimental acaba con los errores anatómicos y fisiológicos de Galeno y las propuestas adelantadas de Roger Bacon alcanzan a todas las disciplinas científicas: Copérnico publica su teoría heliocéntrica el mismo año en el que Andrés Vesalio, el principal anatomista de este período, publica De humani corporis fabrica, su obra más relevante y manual imprescindible para los estudiantes de medicina de los siguientes cuatro siglos.
Vesalio se doctora en la universidad de Padua, tras formarse en París, y es nombrado "explicator chirurgiae" (profesor de cirugía) de esta universidad italiana. Durante sus años como profesor redactará su gran obra, acabando su carrera profesional como médico personal de Carlos I y, posteriormente, de Felipe II. Peregrinó a Jerusalén, según se revela en una carta de 1563, tras serle conmutada por el rey la pena de muerte por la penitencia de la peregrinación. El motivo de la condena es la disección que realizó a un joven noble español tras su muerte y el descubrimiento, al abrirle el pecho, de que el corazón aún latía.

Mondino, Anathomia, 1541.

Pero Vesalio es el resultado de un proceso que se desarrolló lentamente desde bien entrado el siglo XIV. En 1316 Mondino de Luzzi, medieval por nacimiento, pero renacentista por derecho, publicó en la Escuela de Bolonia su Anathomia, el primero en hacer una descripción anatómica sobre una disección pública, dando paso a una sucesión de tratados anatómicos y quirúrgicos en los que la medicina debe reinventarse como disciplina empírica y protocientífica. El mismo Leonardo da Vinci publicó un innumerable catálogo de ilustraciones, a caballo entre la anatomía y el arte, basados en disecciones de, al menos, veinte cadáveres, y se publica la primera clasificación de las enfermedades mentales

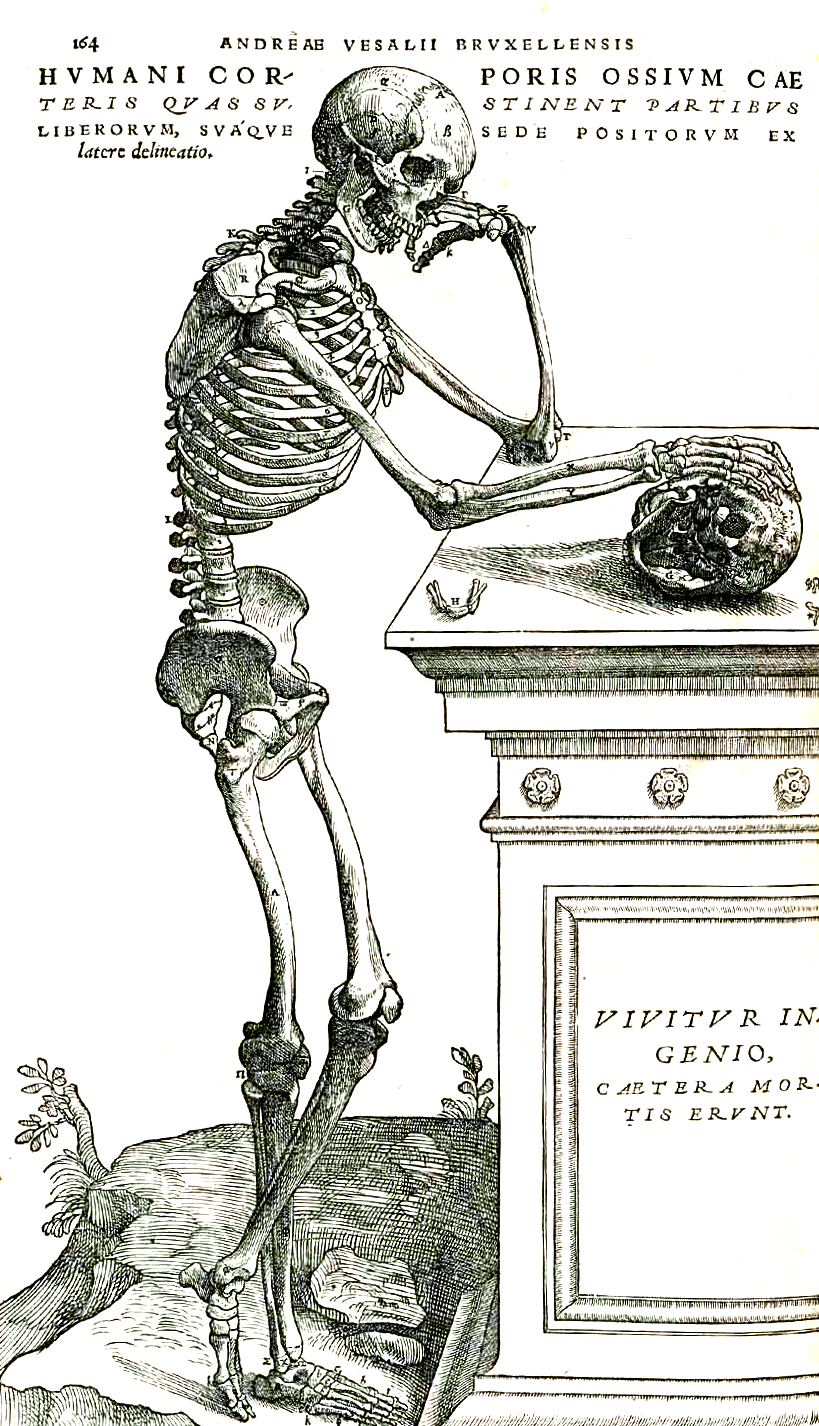
De humani corporis fabrica, xilografía 164. Edición de 1543.

La obra de Vesalio vio dos ediciones en vida del autor, y supuso una concepción de la anatomía radicalmente diferente a las anteriores: se trata de una anatomía funcional, más que topográfica, vislumbrando, en la descripción de las cavidades del corazón, lo que será el gran descubrimiento anatómico y fisiológico de la época: la circulación pulmonar o menor, que formularán de modo más completo dos grandes médicos renacentistas: Miguel Servet (en Christianismi restitutio de 1553) y Mateo Realdo Colombo (en De re anatomica, 1559), y cuya paternidad se ha atribuido clásicamente al médico inglés del siglo XVII William Harvey.
Debido a su enorme influencia han quedado con el nombre de Vesalio algunos epónimos en estructuras anatómicas del cuerpo humano, como el "agujero de Vesalio" (orificio del hueso esfenoides), la "vena de Vesalio" (emisaria que pasa por el agujero de Vesalio), o el "ligamento de Vesalio" o de Poupart (en el borde inferior de la aponeurosis del músculo oblicuo mayor). También se convirtieron en epónimos anatómicos los nombres de algunos de sus discípulos o contemporáneos, como Gabriel Falopio (1523-1562) o Bartolomeo Eustachio (1524-1574).
Además de anatomistas en el Renacimiento, también surgieron algunas figuras médicas de interés, como Ambroise Paré, padre de la cirugía moderna, Girolamo Fracastoro y Paracelso.
Paré representa a la perfección el modelo renacentista de médico hecho a sí mismo y reinventor del papel de la medicina. Era de familia humilde, pero alcanzó tal fama que acabó siendo el médico de corte de cinco reyes. Su formación se inició en el gremio de los barberos y sacamuelas, pero compaginó su trabajo con la asistencia al Hôtel-Dieu de París. Sufrió un cierto rechazo de la comunidad médica, ya que su extracción humilde y su desconocimiento del latín y el griego le llevaron a escribir toda su obra en francés. Desde sus inicios fue considerado un "renovador", lo que no siempre le benefició, aunque su reputación fue hasta el final su principal aval. Buena parte de su obra es un compendio de análisis y refutación de costumbres, tradiciones o supersticiones médicas, sin fundamento científico ni utilidad real.

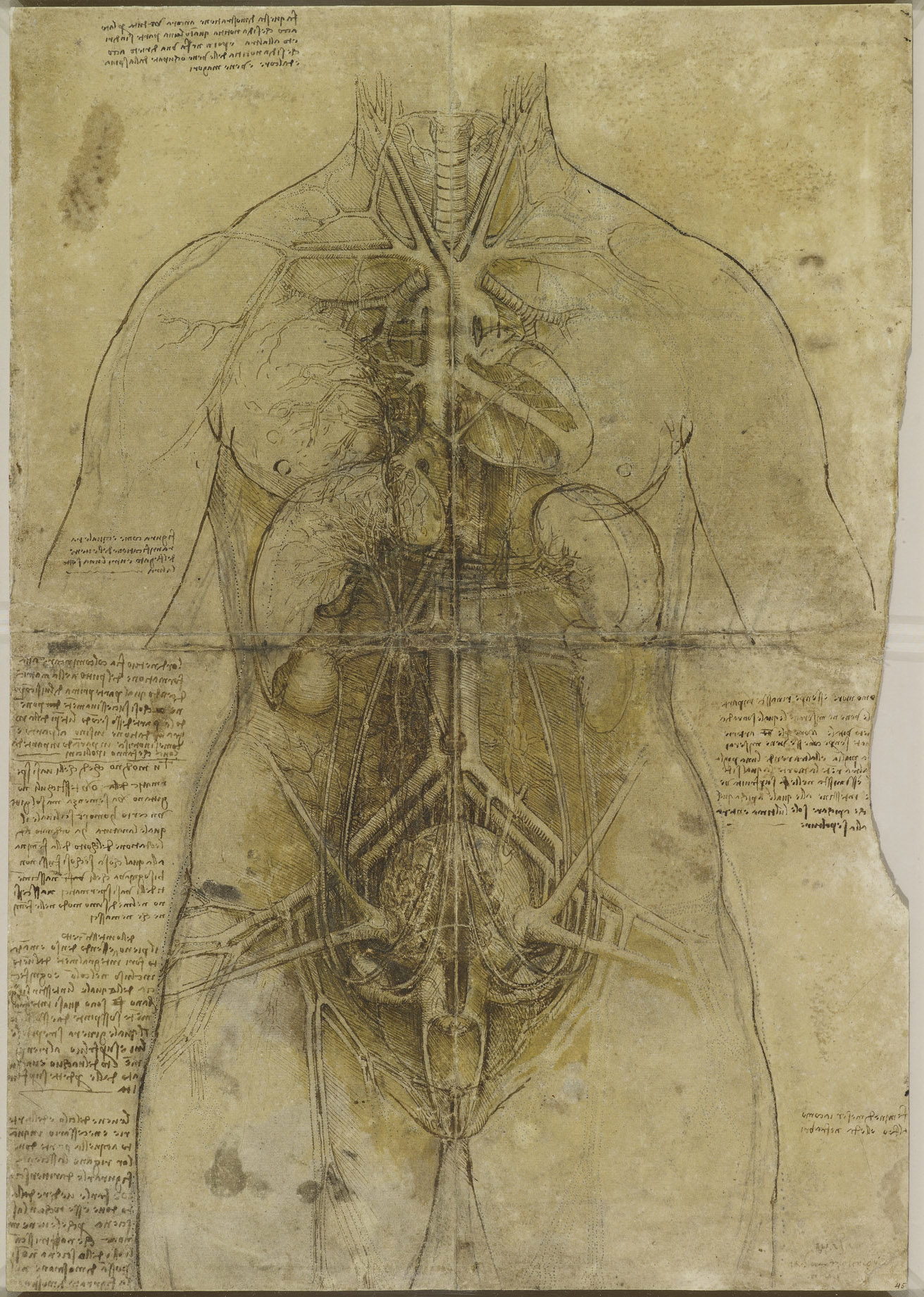
Estudio anatómico de Leonardo da Vinci: Los órganos principales y los sistemas vasculares y urogenitales de una mujer, 1507.

Del segundo habría poco que destacar, de no ser por una obra menor escrita en 1546 que no alcanzaría repercusión hasta varios siglos más tarde: De contagione et contagiosis morbis. En ella Fracastoro introdujo el concepto de "Seminaria morbis" (semilla de enfermedad), un anticipo rudimentario de la teoría microbiana.
Y, en cuanto a Paracelso (Theophrastus Philippus Aureolus Bombastus von Hohenheim), su controvertida personalidad (el sobrenombre autoproclamado de Paracelso lo tomó por considerarse "superior a Celso", el médico romano) lo ha colocado en un lugar tal vez inmerecido de la historia: más próximo a la alquimia y a la magia que a la medicina. Hay que destacar, sin embargo, su estudio crítico de la teoría hipocrática de los humores, sus estudios sobre el líquido sinovial, o su oposición a la influencia de la escolástica y su predilección por la experimentación frente a la especulación. En 1527 proclama en Basilea:

No vamos a seguir las enseñanzas de los viejos maestros, sino la observación de la naturaleza, confirmada por una larga práctica y experiencia. ¿Quién ignora que la mayor parte de los médicos dan falsos pasos en perjuicio de sus enfermos? Y esto sólo por atenerse a las palabras de Hipócrates, Galeno, Avicena y otros. Lo que el médico necesita es el conocimiento de la naturaleza y de sus secretos.

Esta posición abiertamente enfrentada con la medicina más ortodoxa, así como sus estudios herborísticos, le valieron el rechazo de los médicos alemanes y, en general, de la historiografía médica oficial.
También destacaron algunos clínicos, como el francés Jean François Fernel, autor de Universa Medicina, 1554, al que se debe el término venéreo: A finales del siglo XV se produjo en Europa una pandemia de sífilis. La máxima extensión de esta epidemia (en 1495) se dio durante el sitio de Nápoles, defendido por italianos y españoles y asediado por el ejército francés al servicio de Carlos VIII. Durante el asedio las prostitutas francesas propagaron la enfermedad entre los ejércitos mercenarios y los soldados españoles, bautizándose a la misteriosa plaga con el nombre de morbo gallico (enfermedad de los franceses), y más tarde como "enfermedad del amor".
El Renacimiento también es la época de despegue de la psicología, con Juan Luis Vives, de la bioquímica con Jan Baptist van Helmont, o de la anatomía patológica: Antonio Benivieni recopiló en su obra De abditis morborum causis (De las causas ocultas de las enfermedades, 1507) los resultados de las autopsias de muchos de sus pacientes, cotejándolos con los síntomas previos al fallecimiento, al modo del empirismo científico moderno. La gran figura de la anatomía patológica, sin embargo, pertenece al siguiente siglo: Giovanni Battista Morgagni.

## ElsigloXVIIy la Ilustración
En los comienzos del siglo XVII la profesión médica no gozaba todavía de excesivo prestigio entre la población. Francisco de Quevedo se explaya contra su incompetencia y su avaricia en numerosos versos:

Sangrar ayer, purgar hoy.

Mañana ventosas secas

y es otro Kirieleyson.

Dar dineros al concejo,

presentes al que sanó

por milagro o por ventura,

barbar bien, comer mejor.

Contradecir opiniones.

Culpar siempre al que murió

de que era desordenado

y ordenar su talegón.

Que con esto y buena mula,

matar cada año un lechón

y veinte amigos enfermos;

no hay Sócrates como yo.

Francisco de Quevedo.

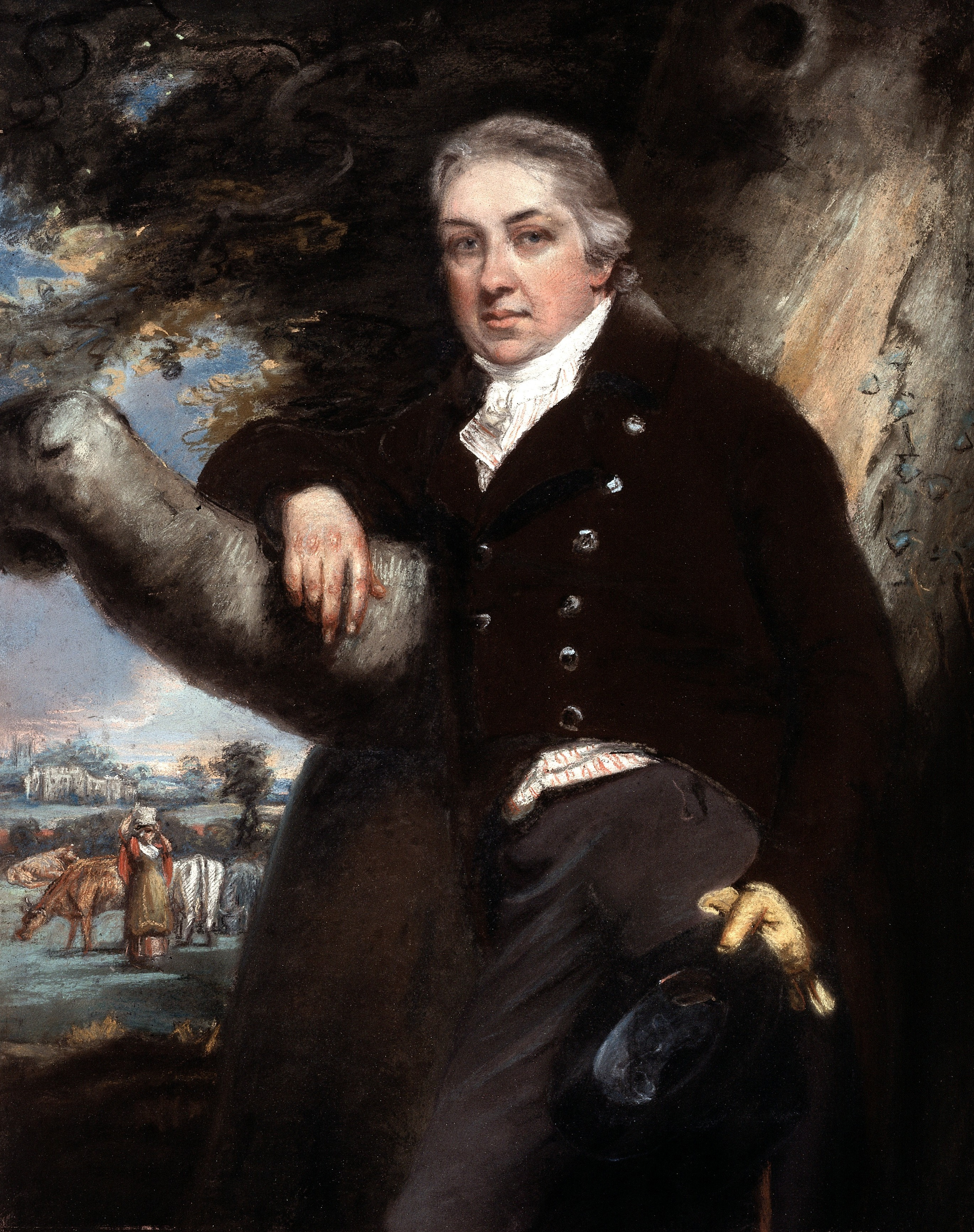
Edward Jenner, descubridor de la vacuna de la viruela. En 1980 la OMS declaró erradicada a esta enfermedad.

Pero Isaac Newton, Leibniz y Galileo darán paso en este siglo al método científico. Mientras aún se catalogan enfermedades como la diabetes en función del sabor más o menos dulce de la orina, o mientras la viruela se convierte en la nueva plaga de Europa, los avances técnicos y científicos están a punto de inaugurar una época más eficaz y resolutiva. Edward Jenner, médico británico, observa que los ganaderos que han padecido una enfermedad leve procedente de sus vacas, en forma de pequeñas ampollas rellenas de líquido, no contraen la temible viruela, y decide realizar un experimento para contrastar su hipótesis: Con una lanceta inocula parte del líquido de una ampolla de una joven infectada por la viruela vacuna (variolae vaccine) a un niño llamado James Phipps, voluntario para el experimento. Tras unos días presenta los síntomas habituales: febrícula y algunas ampollas. A las seis semanas inocula al niño una muestra procedente de un enfermo de viruela humana y espera. James Phipps no contraerá la enfermedad y, desde entonces, a este tipo de inmunización se la conoce como "vacuna".
William Harvey, médico inglés, es el gran fisiólogo de este siglo, descubridor oficial de la circulación sanguínea, prolijamente descrita en su Exercitatio anatomica de motu cordis et sanguinis in animalibus (1628). En los últimos años de su vida también escribió algunos tratados embriológicos de interés. La teoría más extendida sobre la sangre antes de la publicación de la obra de Harvey es que esta se fabrica en el hígado constantemente a partir del alimento. Pero sus observaciones le demuestran que esto no es posible:

la cantidad de sangre que pasa de la vena cava al corazón y de este a las arterias es abrumadoramente superior a la del alimento ingerido: El ventrículo izquierdo, cuya capacidad mínima es de onza y media de sangre envía a la aorta en cada contracción no menos de la octava parte de la sangre que contiene; por lo tanto cada media hora salen del corazón unos 3000 dracmas de sangre (unos 12 kg), cantidad infinitamente mayor que la que pueda formarse en el hígado: luego es necesario que vuelva a pasar por el corazón.

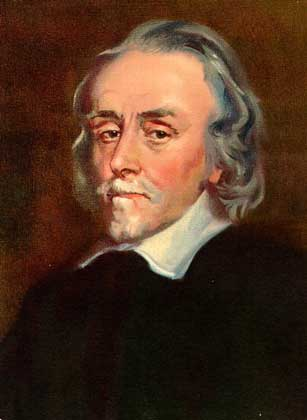
William Harvey, padre de la fisiología y la embriología modernas. Considerado por algunos autores como una de las máximas figuras de la historia universal del saber médico.

Harvey adopta una visión más vitalista frente al mecanicismo renacentista: los seres vivos están animados por una serie de fuerzas determinantes, que están en el origen de su actividad fisiológica, susceptibles de su estudio bajo una óptica científica, pero todas ellas supeditadas a una vis (fuerza) superior, origen de la vida, aunque no necesariamente de naturaleza divina.
Durante este siglo la experimentación avanzaba a un ritmo tal que la clínica era incapaz de absorber. Comienzan a fundarse las Academias de expertos para la transmisión de la información obtenida de los continuos hallazgos: la Academia dei Lincei en Roma, la Royal Society en Londres, o la Académie des Sciences en París. A consecuencia de las múltiples e innovadoras propuestas terapéuticas surge la iatroquímica como una disciplina con entidad propia, cuyo principal exponente es Franciscus Sylvius, heredero de la perspectiva química de la medicina anticipada por Helmont.

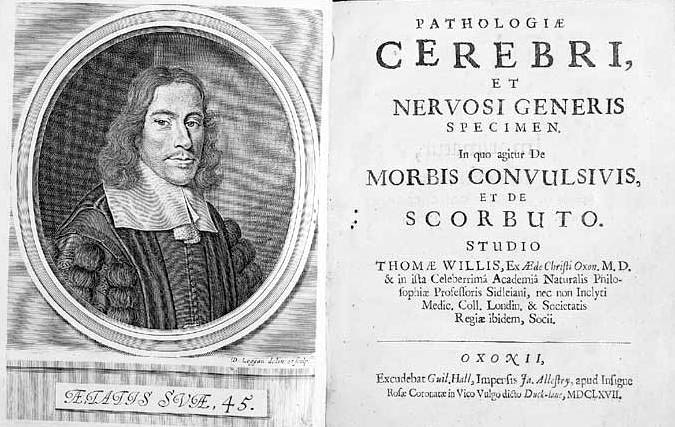
Portada de Cerebri anatomi, de Thomas Willis.

Importantes médicos adscritos a esta escuela iatroquímica fueron Santorio Sanctorius o Thomas Willis. Santorio fue el autor de un estudio que le colocó al inicio de una larga lista de endocrinólogos, al ser el primero en definir los procesos metabólicos: El primer experimento controlado sobre el metabolismo humano fue publicado en 1614 en su libro Ars de statica medicina.
Santorio describía como se pesó a sí mismo antes y después de dormir, comer, trabajar, tener relaciones sexuales, beber y excretar. Encontró que la mayor parte de la comida que ingería se perdía en lo que él llamaba "transpiración insensible". Igual que Harvey, Santorio achacaba estos procesos a una "fuerza vital" que animaba al tejido vivo.
El vitalismo se desarrollaba como planteamiento filosófico y encontraba adeptos entre los médicos y naturalistas, alcanzando su máximo apogeo en pleno siglo XVIII, de la mano de Xavier Bichat (1771-1802), John Hunter (1728-1799), François Magendie (1783-1855) o Hans Driesch (1867-1941).
Thomas Willis, en su obra Cerebri anatomi (1664), describió varias estructuras anatómicas cerebrales, entre ellas el polígono vascular de Willis, así llamado en su honor; pero las mejoras técnicas, como el microscopio, iban ampliando el nivel de detalle de las descripciones anatómicas y pronto proliferan las estructuras epónimas bautizadas por sus descubridores o por los historiadores posteriores: Johann Georg Wirsung (que da nombre al conducto excretor del páncreas), Thomas Wharton (el conducto de Wharton es el de excreción de la glándula salival submandibular), Nicolás Stenon (conducto de Stenon: excretor de la glándula parótida), Caspar Bartholin, De Graaf y un largo etcétera.

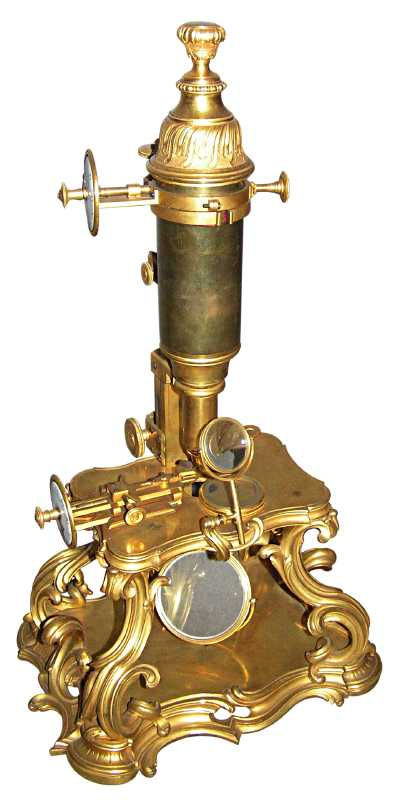
Microscopio compuesto fabricado hacia 1751 en Magny.

Otro médico destacable de este período es Thomas Sydenham, apodado como el Hipócrates inglés. Un clínico nato más interesado en la semiología (la descripción de los síntomas como método diagnóstico) que en la experimentación, y que también dejó su nombre asociado al de enfermedades como la Corea de Sydenham. En sus tratados se plantea el concepto de entidad morbosa, un concepto muy actual de enfermedad, entendida como un proceso originado por las mismas causas, con un cuadro clínico y evolutivo similar y con un tratamiento específico. Este concepto de enfermedad lo completará, gracias a sus descripciones anatómicas microscópicas Giovanni Battista Morgagni. Morgagni, discípulo de Antonio María Valsalva destacó desde joven por sus inquietudes médicas. Su obra más importante es "De sedibus et causis morborum per anatomen indicatis" publicada en 1761 y en ella describe más de 700 historias clínicas con sus protocolos de autopsias. En su haber se cuenta la novedosa (y acertada) propuesta de que la tuberculosis era una enfermedad infecciosa, susceptible por tanto de ser contraída al contacto con enfermos. Esa teoría tardará en ser demostrada por Robert Koch, pero origina los primeros movimientos sociales de "cuarentena" en instituciones específicas para enfermos de este mal.
Marcello Malpighi también supo aprovechar las mejoras desarrolladas por Anton van Leeuwenhoek en el microscopio. Sus descripciones de tejidos observados bajo aumento le han valido el título de padre de la histología. En su honor han quedado bautizadas unas estructuras renales denominadas pirámides de Malpighi.

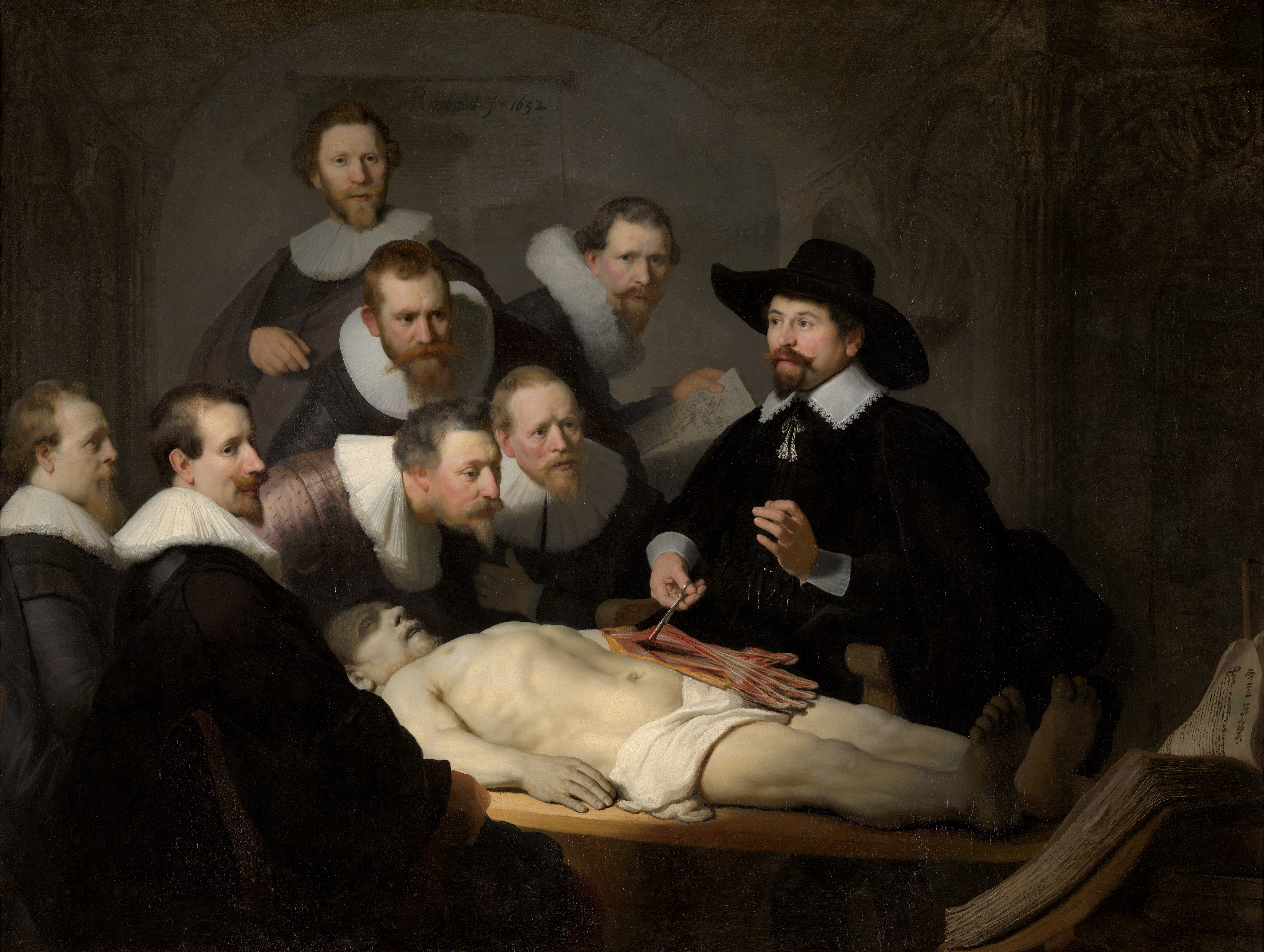
La lección de anatomía del Dr. Nicolaes Tulp de Rembrandt.

El despotismo ilustrado inspiró un humanismo vertical que está en el origen de la medicina social (antecedente de la salud pública), cuyo primer gran éxito es la implantación de la vacuna de la viruela tras el descubrimiento de Jenner. Ese mismo humanismo será el inspirador de los primeros trabajos en ética médica (Thomas Percival) y de los primeros estudios sobre historia de la medicina. Entre los cirujanos notables de esta época están Pierre Dessault o Dominique-Jean Larrey (cirujano de Napoleón) en Francia y John Hunter en Inglaterra.
Con la revolución industrial se dieron una serie de circunstancias sociales y económicas que impulsaron de nuevo a las ciencias médicas: por un lado se inauguran los fenómenos migratorios de grandes masas poblacionales que se hacinan en las ciudades, con las consecuencias insalubres correspondientes: mala alimentación y desarrollo de enfermedades relacionadas con la misma (pelagra, raquitismo, escorbuto...) y proliferación de enfermedades infecciosas (especialmente la tuberculosis). Pero también se dan las condiciones técnicas para que los descubrimientos apuntados durante la ilustración vean cumplido y mejorado su desarrollo técnico: El siglo XIX va a ser el siglo de la salud pública, de la asepsia, de la anestesia y de la victoria definitiva de la cirugía.

## ElsigloXIX

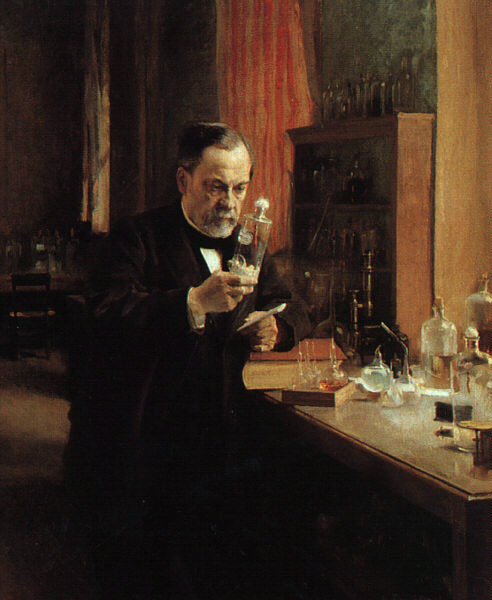
Luis Pasteur en su laboratorio, por Albert Edelfelt.
El revoluciona la medicina: la asepsia, la medicina preventiva y el diagnóstico por imagen suponen un salto cualitativo en los resultados que la ciencia médica puede ofrecer.

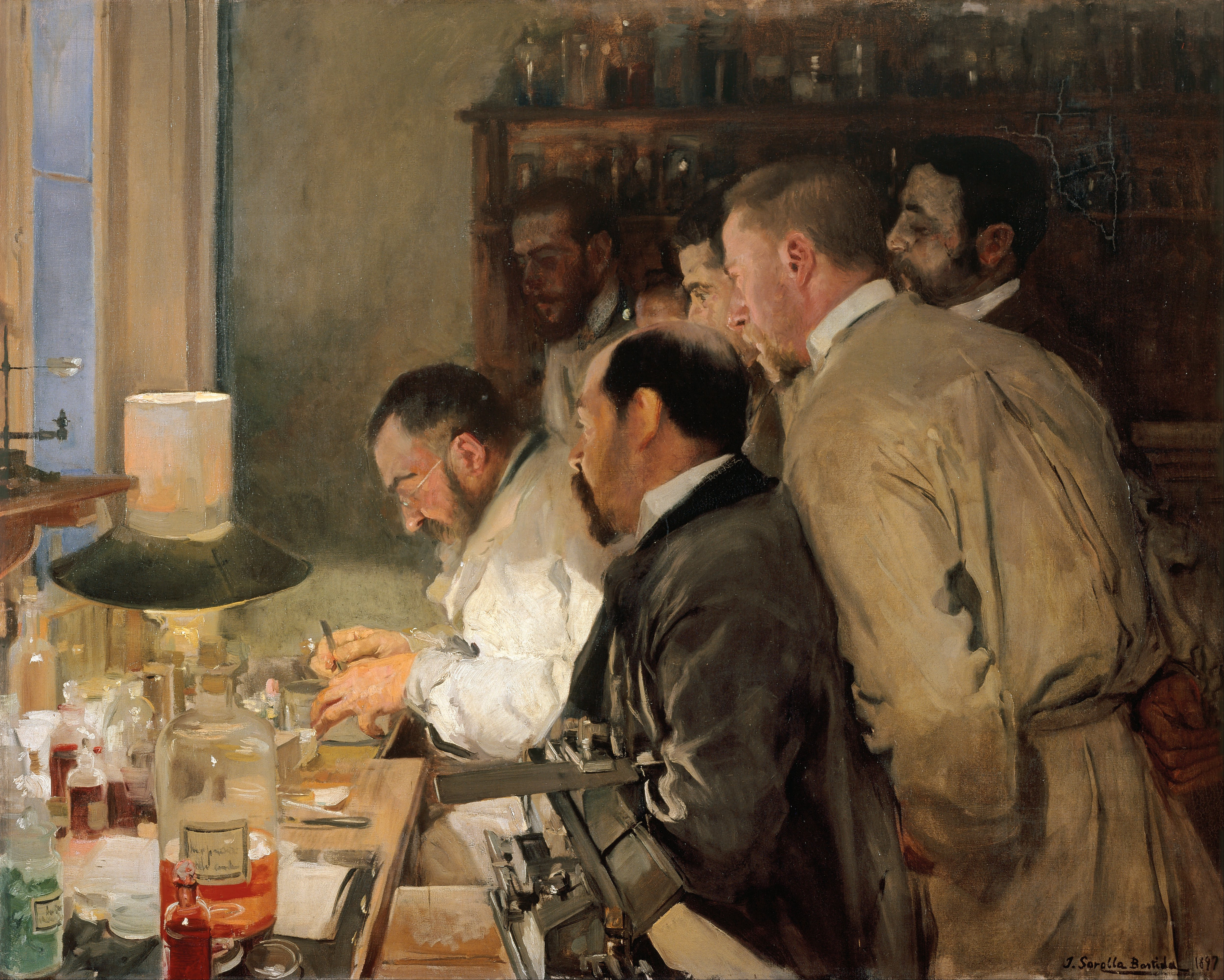
Una investigación (1897), obra de Joaquín Sorolla. La pintura muestra el interior del laboratorio del neurólogo Luis Simarro.

La medicina del siglo XIX todavía contiene muchos elementos de arte (ars medica), especialmente en el campo de la cirugía, pero empieza a vislumbrarse, merced a la imparable consecución de conocimientos y técnicas, un modo de ejercerla más científico y, por tanto, más independiente de la "habilidad" o la experiencia de quienes la practican. Este siglo verá nacer la teoría de la evolución, expresión antropológica del positivismo científico que le es propio. La realidad puede medirse, comprenderse y predecirse mediante leyes, que a su vez van siendo corroboradas por los sucesivos experimentos. Por ese camino avanzan la astronomía (Laplace, Foucault), la física (Poincaré, Lorentz), la química (Dalton, Gay-Lussac, Mendeleiev) y la propia medicina.
La figura médica por excelencia de este período fue Rudolf Virchow. Desarrolló las disciplinas de higiene y medicina social, en los orígenes de la medicina preventiva actual. Es el mismo Virchow el que postuló la teoría de "Omnia cellula a cellula" (toda célula proviene de otra célula) y explicó a los organismos vivos como estructuras formadas por células. Poco antes de su muerte, en 1902, será candidato al Premio Nobel de Medicina y Fisiología, junto al español Santiago Ramón y Cajal, quien obtendrá finalmente el galardón en 1906.
Las últimas décadas del siglo XIX fueron de gran trascendencia para el desarrollo de la medicina contemporánea. Joseph Skoda y Carl von Rokitansky fundaron la Escuela Moderna de Medicina de Viena (Neue Wiener Schule), cuna de la nueva hornada de figuras médicas de este siglo. Skoda es considerado el principal exponente del “nihilismo terapéutico”, corriente médica que propugnaba abstenerse de cualquier intervención terapéutica, dejando al cuerpo recuperarse solo o a través de dietas apropiadas, como tratamiento de elección frente a muchas enfermedades. Fue un notable dermatólogo y clínico, alcanzando fama por sus diagnósticos brillantes, certeros e inmediatos. A él se debe la recuperación y expansión de las técnicas diagnósticas a través de la percusión (adelantadas por Leopold Auenbrugger un siglo antes), y crea en 1841 el primer departamento dermatológico junto a Ferdinand von Hebra, el maestro de la dermatología del siglo XIX.
Rokitansky es considerado por Rudolf Virchow «el Linneo de la anatomía patológica» debido a su meticulosidad descriptiva, lo que acabó dando nombre a varias enfermedades descritas por él (tumor de Rokitansky, úlcera de Rokitansky, síndrome de Rokitansky...).

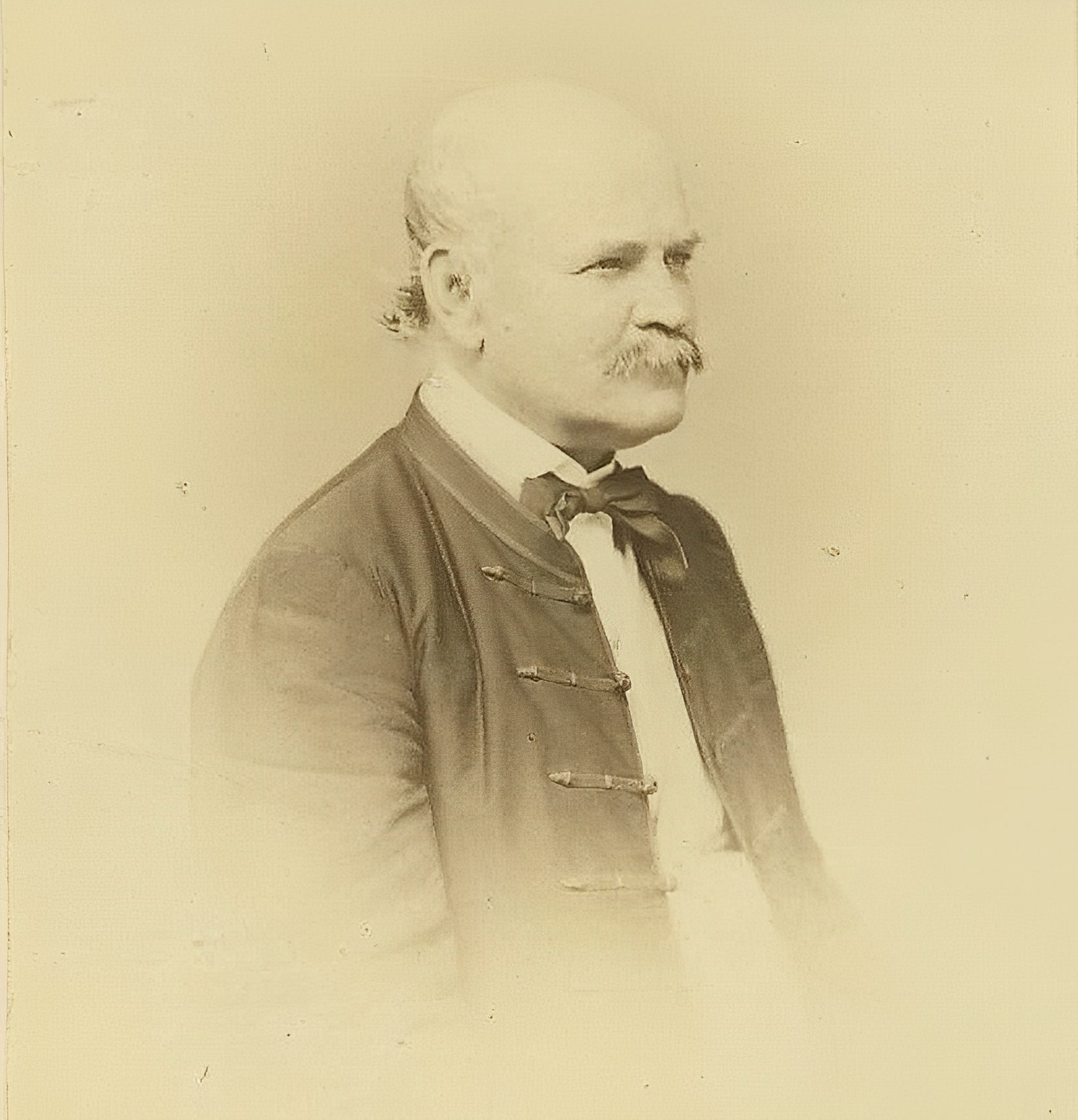
Ignaz Semmelweis, «el salvador de las madres».

En 1848 Claude Bernard, el gran fisiólogo de este siglo y "fundador" oficial de la medicina experimental, descubre la primera enzima (lipasa pancreática). En ese año comienza a emplearse el éter para sedar a los pacientes antes de la cirugía y a finales de este siglo Luis Pasteur, Robert Koch y Joseph Lister demostrarán inequívocamente la naturaleza etiológica de los procesos infecciosos mediante la teoría microbiana. En Francia y Alemania se desarrolla la bioquímica, rama de la biología y de la medicina que estudia las reacciones químicas implicadas en los procesos vitales. De aquí surgirán los estudios sobre vitaminas y se pondrán los cimientos de la nutrición y dietética modernas.
Ignaz Semmelweis (1818-1865) fue un médico húngaro que representa el paradigma de la ruptura definitiva de la medicina contemporánea, de índole empírica y sometida al método científico, con la medicina "artesanal" ejercida hasta ese momento: De origen humilde, se formó en Pest y posteriormente en el Hospital General de Viena, donde entró en contacto con Skoda, Virchow, Hebra y Rokitansky, estudiando junto a este último los procesos infecciosos en relación con las intervenciones quirúrgicas. De ahí nacerá la obsesión que le acompañará toda su vida, y que le llevará, durante su trabajo en una de las Maternidades del Hospicio General de Viena, a establecer la fuerte sospecha de que la mortalidad materna por una infección contraída durante el parto se debía a que los estudiantes no se lavaban las manos antes de asistir a las parturientas.
Obtuvo sus evidencias mediante un rudimentario, pero correcto estudio epidemiológico: comparando las salas donde las mujeres eran asistidas solo por matronas, con las salas en las que los estudiantes ayudaban al parto, y en las que la mortalidad era muy superior (hasta un 40 % de las mujeres que daban a luz en ellas morían por dicha infección).
En realidad, y así lo postulo Semmelweis, el origen de la infección se encontraba en que los estudiantes acudían a los partos después de asistir a las sesiones de disección de cadáveres, portando en sus manos un agente infeccioso procedente del material putrefacto de los mismos. Y la solución, propuesta y corroborada con un nuevo estudio por él mismo, se basaba en el lavado de manos previo al parto con una solución de cloruro cálcico. Sin embargo, y salvo contadas excepciones, el estamento médico oficial rechazó sus evidencias, tildándolo de farsante.

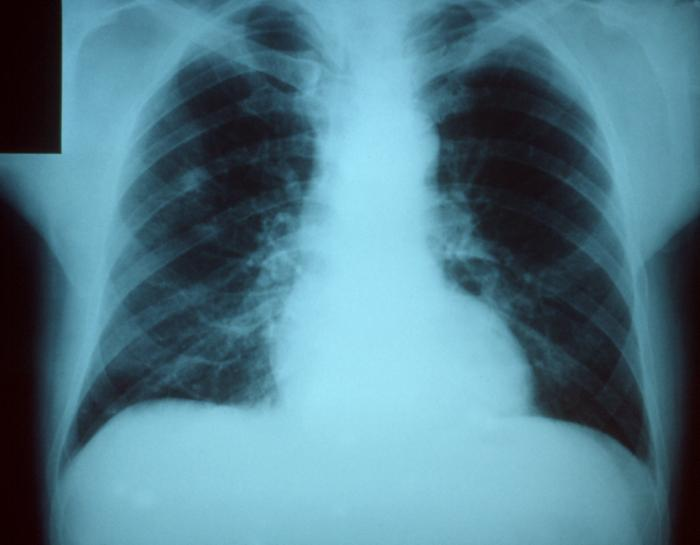
Radiografía del tórax de un ser humano. Mediante el empleo de los rayos x pueden visualizarse estructuras como huesos, corazón o pulmones.

Los avances en el conocimiento de los diferentes órganos y tejidos se multiplican durante todo el siglo. Theodor Schwann, Purkinje, la ley de Frank-Starling, François Magendie, el conducto de Volkmann, la angina de Ludwig, la enfermedad de Graves Basedow, la enfermedad de Addison, doctrina de la neurona,... la lista de médicos insignes se hace interminable, cada uno especializado en un órgano o territorio específico. Fuera de este grupo, aun sin ser médico, pero de gran trascendencia para la ciencia médica, hay que destacar a Gregor Mendel, padre de la genética.
Louis Pasteur tampoco estudió medicina, pero puede considerarse uno de los investigadores más influyentes en la historia de la medicina del siglo XIX. Su formación como químico le llevó a diseñar un método de observación de sustancias químicas mediante luz polarizada, lo que le abrió las puertas para el estudio de los microorganismos (inicialmente levaduras), demostrando que en los procesos de fermentación no se producían fenómenos de "generación espontánea", sino de proliferación de microorganismos previamente presentes. Joseph Lister aplicaría posteriormente este conocimiento, desarrollando mediante calor la práctica quirúrgica de la asepsia y la antisepsia, y consiguiendo así disminuir drásticamente las tasas de mortalidad tras las operaciones, principal obstáculo para el definitivo despegue de la cirugía. El golpe definitivo a las enfermedades infecciosas (tras las vacunas y la asepsia) lo dará Alexander Fleming a comienzos del siglo XX con el descubrimiento de la penicilina, el primer antibiótico.
El 8 de noviembre de 1895 Wilhelm Röntgen, un físico alemán, consiguió producir un nuevo tipo de radiación electromagnética en las longitudes de onda correspondientes a los actualmente llamados rayos X. Por ese descubrimiento recibiría el Premio Nobel de Física en 1901. Es la primera de las técnicas de diagnóstico por imagen que permitirán observar el interior del cuerpo humano en vivo. En 1896 los físicos Henri Becquerel, Pierre Curie y Marie Curie descubrieron la radioactividad, que originaría la medicina nuclear.

## ElsigloXX
Entre los siglos XIX y XX se desarrollan tres concepciones o paradigmas médicos: el anatomoclínico (el origen de la enfermedad está en la "lesión"), el fisiopatológico (se busca el origen en los "procesos" alterados) y el etiológico (o de las causas externas), todos ellos herederos del modelo científico, principalmente biologicista y fundamentación filosóficas en el positivismo. Cada vez despuntan menos genios individuales con repercusión general y la investigación se basa en equipos interdisciplinarios o dedicados a búsquedas muy específicas. En este siglo se articula la relación entre investigación e industria farmacéutica y se asienta la estadística como procedimiento principal para dotar a la medicina de base científica. De hecho hacia finales del siglo se acuña el término de medicina basada en la evidencia: los protocolos estandarizados de actuación, avalados por los estudios científicos, van sustituyendo a las opiniones y experiencias personales de cada facultativo, y consiguen otorgar al cuerpo de conocimientos teóricos médicos una validez global en un mundo cada vez más interconectado.
Entre los más destacados médicos de este siglo cabe destacar a Sigmund Freud, el gran revolucionario de la psiquiatría, Robert Koch, descubridor del bacilo causante de la tuberculosis, Paul Ehrlich, padre de la inmunología, Harvey Williams Cushing, padre de la neurocirugía, o Alexander Fleming, descubridor de la penicilina, con la que da comienzo la «era antibiótica» de la medicina.
En términos sociales, el conocimiento médico se consolida como un saber "experto" que permite definir lo normal y lo patológico y no solo en un sentido corporal sino, también, en un sentido social y cultural y resolver así sin aparentes ambivalencias realidades culturales y sociales más complejas. Así se define la normalidad de las mujeres a las que la medicina atribuye, hasta bien entrado el siglo, un exclusivo papel como esposas y madres, en franca (y científicamente productiva) connivencia con las ideas sociales imperantes. Pero, además, la medicina contribuye a medicalizar comportamientos que habían sido manejados con destrezas culturales muy diversas. Desde la homosexualidad a la hiperactividad (comportamiento infantil travieso) van ocupándose territorios de la vida y generándose etiquetas médicas y tratamientos farmacéuticos que proclaman resolver complejas problemáticas sociales con la sistemática administración de ciertas píldoras. Pero la medicalización también ha contribuido a generar respuestas sociales muy diversas de carácter individual o colectivo y a tomar conciencia sobre la importancia de otros saberes culturales en la vida cotidiana que hoy en día se encuentran amenazados por el monopolio médico.

En 1948 se funda la OMS bajo el amparo de la ONU, primer organismo médico internacional especializado en gestionar políticas de prevención, promoción e intervención en salud a nivel mundial.

Y en ese denso entramado de equipos investigadores y superespecializaciones va desarrollándose también una nueva forma de entender la enfermedad, o más bien, al enfermo, al hilo de una sociedad que despierta al ecologismo (entendido como movimiento social que pretende integrar de nuevo al individuo en el ambiente). Los siglos XVII al XIX, profundamente racionalistas, se esforzaron en clasificar los órganos, tejidos y enfermedades y en establecer las leyes de funcionamiento de los procesos fisiológicos y patológicos. Pero la evidencia de la complejidad de los seres humanos lleva a la conclusión de que no hay enfermedades, sino personas enfermas. En este contexto se desarrollan los modelos de salud y enfermedad propuestos por la Organización Mundial de la Salud, y que incorporan las esferas psicológica y social a la biológica, como determinantes de la salud de las personas. En 1978 se celebra la Conferencia Internacional sobre Atención Primaria de Salud de Alma-Ata, donde se pone de manifiesto esa declaración de principios, así como la importancia crucial de las medidas sociales (suministro adecuado de agua potable y alimentos, vacunaciones...) y de la atención primaria de salud para la mejora del nivel sanitario de las poblaciones. El lema (finalmente no cumplido) de esta conferencia fue Salud para todos en el año 2000.

La medicina técnica, capaz de desentrañar los secretos del cuerpo humano mediante dispositivos como la resonancia magnética, ha generado una corriente social "medicalizadora", en la que problemas y conductas se convierten en enfermedades. De este modo se consiguen dos objetivos: transferir la responsabilidad del individuo a la "enfermedad", y dejar su solución en manos de la técnica.

Sin embargo, paralelamente a esa evidencia, el desarrollo de la farmacología a nivel industrial y económico ha convertido a la medicina del siglo XX en tributaria del medicamento como icono de salud. La aspirina, sintetizada por Felix Hoffmann en 1897 se ha convertido en uno de los símbolos de la cultura de ese siglo. Estos rasgos contradictorios (una medicina deshumanizada y mercantilizada, pero que ha conseguido erradicar enfermedades como la viruela o la poliomielitis y que ha conseguido aumentar la esperanza de vida media por encima de los 70 años en la mayoría de los países desarrollados) son la síntesis de la medicina moderna.
A partir de Emil Kraepelin y Eugen Bleuler, y posteriormente de Sigmund Freud, despega una de las ramas más tardías de la medicina moderna: la psiquiatría. El primero es el pionero en proponer que las enfermedades psiquiátricas son causadas principalmente por trastornos biológicos o genéticos. Bleuler realiza algunos aportes fundamentales en psiquiatría clínica (a él se deben los términos de esquizofrenia y autismo), y de Freud cabe decir que es el fundador del movimiento psicoanalítico. La escuela psicoanalítica, renovada por sus discípulos, ha seguido en mayor o menor grado vigente tras la muerte de su fundador y las ideas centrales han trascendido a la psiquiatría alcanzando disciplinas tan dispares como el arte, la religión, o la antropología pasando a formar parte de la cultura general. Posteriormente la psiquiatría recogerá, a través de Karl Jaspers, las influencias de la fenomenología y el existencialismo y a través de John Broadus Watson, del conductismo.
En las últimas décadas del siglo XX la psiquiatría desarrolló una escuela psicofarmacológica basada en la premisa de que el mecanismo de acción de los psicofármacos revelaba a su vez el mecanismo fisiopatológico secundario al trastorno psíquico acercándose de este modo a la neurofisiología.
Más logros técnicos que deben destacarse son la transfusión sanguínea, llevada a cabo por primera vez con éxito en este siglo gracias a los trabajos sobre grupos sanguíneos desarrollados por Karl Landsteiner, o el trasplante de órganos, abanderado, no por el primero, pero sí por el más mediático y exitoso de sus desarrolladores: Christiaan Barnard, primer cirujano en realizar con éxito un trasplante de corazón.
Nace la genética molecular, y se desarrollan las aplicaciones de la física en diferentes áreas de la medicina: el empleo de radioisótopos, la electroforesis, la cromatografía, la espectrofotometría, el uso del láser, el microscopio electrónico, las técnicas de ultrasonidos en ecografía, la tomografía axial computarizada o la resonancia magnética.
La automatización del cálculo mediante sistemas informatizados ha transformado la sociedad del siglo XX. Esa herramienta ha supuesto un gran impulso para muchas ciencias aplicadas como la medicina. Posiblemente el mayor logro médico del siglo XX sea la secuenciación del genoma humano y aunque todavía se tardarán algunas décadas en comprender y aprovechar ese enorme caudal de información, no cabe duda de que supondrá una nueva revolución en el modo de abordar muchas enfermedades e, incluso, en el modo de comprender y definir al ser humano.

## Principales avances de la medicina
| - 3000 a. C.: Primeras evidencias de trepanaciones, con supervivencia del paciente, en la cuenca del Danubio. - Siglo IV a. C.: en Grecia, Alcmeón de Crotona desarrolla la primera teoría natural de la enfermedad. - 420 a. C.: Hipócrates escribe los Tratados hipocráticos y crea el juramento hipocrático. - 1451: Nicolás de Cusa inventa lentes cóncavas para tratar la miopía. - 1543: Andrés Vesalio publica De humanis córpori fábrica, el mismo año en que Copérnico enuncia que el modelo Ptolemaico es erróneo. - 1553: Miguel Servet publica Christianismi Restitutio, en el que describe la circulación pulmonar. - 1575: Juan Huarte de San Juan publica Examen de ingenios para las sciencias en el que establece la psicología diferencial. - 1588: Francisco Díaz publica en castellano el que será considerado el primer tratado mundial sobre urología. - 1628: William Harvey explica el sistema circulatorio y la estructura del corazón en De motu cordis et sanguinis. - 1665: John Elsholz realiza la primera inyección intravenosa. - 1796: Edward Jenner desarrolla la primera vacuna eficaz contra la viruela. - 1800: Humphry Davy publica las propiedades anestésicas del óxido nitroso. - 1816: René Laennec inventa el estetoscopio. - 1839: Rudolf Virchow publica la teoría celular. - 1842: Crawford Long lleva a cabo la primera intervención quirúrgica con anestesia. - 1865: Publicación del artículo de Gregor Mendel Experiments on Plant Hybridization, que da inicio a los estudios sobre genética. - 1869 Friedrich Miescher descubre el ADN. - 1870: Louis Pasteur y Robert Koch publican la teoría microbiana de las enfermedades infecciosas. - 1888: Santiago Ramón y Cajal define la que unos años más tarde será conocida como doctrina de la neurona. - 1895: Wilhelm Röntgen descubre los rayos X. - 1896: Henri Becquerel descubre la radioactividad. - 1906: Frederick Gowland Hopkins describe las vitaminas y propone su carencia como causa del escorbuto y del raquitismo. - 1910: Thomas Hunt Morgan demuestra que los genes residen en los cromosomas. - 1921: Fidel Pagés Miravé desarrolla la anestesia epidural. - 1929: Alexander Fleming publica su descubrimiento sobre la penicilina en el British Journal of Experimental Pathology dando inicio a la era antibiótica. - 1933: Jean Brachet demuestra que el ADN se encuentra en los cromosomas y que el ARN está presente en el citoplasma de todas las células. - 1953: Francis Crick, James D. Watson y Rosalind Franklin descubren la estructura molecular del ADN. - 1980: La OMS declara oficialmente erradicada a la viruela, la primera enfermedad humana en ser completamente vencida. - 1990: Se funda el Proyecto Genoma Humano con la misión de determinar las posiciones relativas de todos los nucleótidos (o pares de bases) e identificar los 20 000 a 25 000 genes presentes en él. El proyecto se completa en el 2003. - 1992: El “Evidence-Based Medicine Working Group” (EBMWG) de la Universidad McMaster en Ontario (Canadá), publicaba en la revista JAMA, el artículo titulado: Evidence-based medicine. A new approach to teaching the practice of medicine, dando origen a la medicina basada en la evidencia. |